# 2000年のテレビ (日本)
2000年のテレビでは、2000年のテレビ分野（主に日本）の動向についてまとめる。

## テレビ番組関係の出来事

### 1月
- 3日 - フジテレビ系『平成教育委員会』が特番として2年ぶりに復活。
- 4日 - テレビ東京系のバラエティ番組『モーニング娘。のへそ』が放送開始（ - 9月29日）。
- 9日 - NHKで大河ドラマ『葵 徳川三代』が放送開始（ - 12月17日）。大河ドラマで初のハイビジョン制作が行われた[1]。
- 14日 - TBS系金9の連続ドラマ『恋の神様』（主演：木村佳乃）が放送開始（ - 3月）。ファッションモデルの米倉涼子は同作で女優デビューを果たす。
- 30日 - テレビ朝日でこの日から、石ノ森章太郎原作・東映制作による特撮番組『仮面ライダーシリーズ』が約10年振りに再開。平成仮面ライダーシリーズ第1作は『仮面ライダークウガ』（ - 2001年1月）。

### 2月
- 13日 - テレビ朝日で特撮番組『スーパー戦隊シリーズ』第24作『未来戦隊タイムレンジャー』が放送開始（ - 2001年2月）。この作品より、OPに『スーパー戦隊シリーズ』のロゴが付く。
- 25日 - TBS系報道番組『エクスプレス』の司会者である女優のとよた真帆が自身の写真集「ambient M」の問題を理由に降板。これを受けパートナーの女性外国人タレント・リサ・ステッグマイヤーも降板。『ニュースの森』のスポーツキャスター担当だった木村郁美アナウンサーが卒業。
- 28日
  - TBS系報道番組『エクスプレス』の新司会者に同局の小林豊、木村郁美両アナウンサーが就任。
  - TBS系報道番組『JNNニュースの森』の新スポーツキャスターに豊田綾乃（TBSアナウンサー）が就任。

### 3月
- 25日
  - よみうりテレビ『LIVE PAPEPO 鶴+龍』が上岡龍太郎の芸能界引退に伴い最終回を迎える。『鶴瓶上岡パペポTV』時代から13年間の歴史に幕を下ろした。
- 27日
  - NHK総合・BS2で放送している『NHKニュース7』においてこの日からリアルタイム字幕放送を開始（当初はアナウンサーが原稿を読む部分に限って実施）[2]。
  - NHK総合で『NHKニュース10』放送開始[3]、これに伴い『NHKニュース7』の平日分の放送時間が35分（10月からは30分）、『NHKニュース9』の放送時間が15分に短縮される[4]。
  - テレビ朝日ではそれまで22:00開始の『ニュースステーション』を6分前倒しにして、21:54開始のフライングスタートにする。さらに20時枠や21時枠も6分フライングスタートにして、「ごらくだ。お先にテレ朝」というキャッチフレーズを掲げるが、視聴者には不評で、20時枠番組は9月限りで20:00開始に戻し、21時枠番組も翌2001年9月限りで21:00開始に戻したが、『Nステ』のフライングは後身の『報道ステーション』になってからも継続された。
- 28日 - NHK総合でこの日から、戦後の様々な開発プロジェクトにスポットを当てたドキュメンタリー番組『プロジェクトX〜挑戦者たち〜』が放送開始（ - 2005年12月28日）。
  - テレビ朝日系で放送されたウッチャンナンチャン司会のバラエティ番組『ウッチャンナンチャンの炎のチャレンジャー これができたら100万円!!』がこの日をもって終了。4年5か月の歴史に幕。「電流イライラ棒」などのヒット企画を生み出し、「小学生クラス対抗30人31脚」と「カラオケ歌詞を見ず一曲完璧に歌い切ったら100万円」は終了後に特番化された。
- 31日
  - フジテレビ系お昼の生番組『笑っていいとも!』この日レギュラー卒業が発表。月曜の日髙よう子（女優）、火曜の北村総一朗（俳優）、水曜の松岡憲治（タレント）と松村邦洋（お笑いタレント）、木曜の永井美奈子（フリーアナウンサー）、10代目いいとも青年隊のWith Tの岸田健作と小笠原秀春がそれぞれ卒業。
  - フジテレビ系午後の情報生番組『2時のホント』がこの日で放送終了。1968年（昭和43年）に放送が開始された『3時のあなた』以来32年弱続いたフジテレビ午後の情報生番組の歴史に幕。

### 4月
- 1日
  - TBS系『オールスター感謝祭'00 超豪華!クイズ決定版 この春お待たせ特大号』でオープニングから約1時間コンピュータートラブルが発生。
  - テレビ朝日系の情報バラエティ番組『ラブ・らぼ〜ん』が放送開始（ - 2001年9月29日）。
  - テレビ朝日系の『ANNニュース』この日から新キャスターに飯村真一（テレビ朝日アナウンサー）と川北桃子（当時テレビ朝日アナウンサー）がこの日から就任。
  - テレビ朝日系の『ザ・スクープ』が17時30分放送開始に。新キャスターは長野智子が担当。
  - テレビ朝日系のスポーツ番組『速報!スポーツCUBE』が放送開始（ -　2001年3月31日）。MCに栗山英樹（当時スポーツキャスター）と徳永有美（当時テレビ朝日アナウンサー）が担当。
- 2日
  - TBS系の情報・報道番組が大幅改編。『JNNニュースの森』は16日から17時に、『JNN報道特集』は16日から17時30分に、新番組『大好き!東京ゲスト10』、『ベストタイム』、『電画なっ!』、『SPO-LOVE 2000』が放送開始。
  - テレビ朝日系深夜の音楽番組『Mの黙示録』が放送開始（ - 2004年9月28日）。
- 3日
  - NHK教育の長寿子供番組『おかあさんといっしょ』のぬいぐるみ人形劇で、1999年（平成11年）から放送されていたミニ人形劇『スプーとガタラット』が、この日より第10作目となる新シリーズ『ぐ〜チョコランタン』に移行。
  - フジテレビ系『笑っていいとも!』の新レギュラーがこの日発表された。火曜は安達祐実（女優）、水曜は爆笑問題（お笑いコンビ）、吉川ひなの（タレント）、木曜は篠原ともえ（歌手）、金曜は嘉門洋子（タレント）、11代目いいとも青年隊としてT3の3人組は、小俣順一（コマ）・関根禎剛（サダ）・佐々木康雄（ヤスオ）が加入。
  - 日本テレビ系の情報・報道番組が一部改編。『ジパングあさ6』は新キャスターに馬場典子（当時日本テレビアナウンサー）が就任。『独占SPORTS』は新キャスターに山本真純（当時日本テレビアナウンサー）が担当。『NNNニューススポット』が5分縮小。『良・彩・健・母』と『番宣女王』いずれも新番組だったが、視聴率低迷により半年で終了。
  - フジテレビ系の情報・報道番組・再放送枠が大幅改編。『どうーなってるの?!』を『噂のどーなってるの?!』に改題リニューアル。『FNNスピーク』平日版キャスターは木幡美子（当時フジテレビアナウンサー）が復帰。土曜版キャスターに高木広子（同）が就任。『FNNスーパーニュース』は放送開始時刻を25分繰り上げ、17時開始に変更。さらに芸能コーナーの設置やグルメ企画の特集などワイドショーの要素を取り込んだ路線変更を行い、その後の在京各局の夕方ニュースのスタイルに大きく影響することとなる。キャスターも『ニュースJAPAN』から安藤優子と木村太郎、『プロ野球ニュース』から木佐彩子（当時フジテレビアナウンサー）、ニューヨーク支局から帰国した須田哲夫（当時フジテレビアナウンサー）、『2時のホント』から境鶴丸と菊間千乃（いずれも当時フジテレビアナウンサー）と各々の報道・情報番組の人気キャスター・アナウンサーを集約させた。『LIVE'00 ニュースJAPAN』は安藤に代わり、田代尚子（当時フジテレビアナウンサー）がメインキャスターに就任した。新番組『ウォッ!チャ』、『e-生活』、『チャンネルα』が放送開始。
  - テレビ朝日系の情報・報道番組が大幅改編。『やじうまワイド』天気コーナーは山本志織が担当。『スーパーモーニング』は下平さやか（テレビ朝日アナウンサー）が担当。『ニュースステーション』スポーツコーナーは女優の真中瞳が担当。新番組『星に願いを』と日曜夜の情報番組『週刊ワイドコロシアム』がスタートするが、視聴率低迷により半年で終了。
  - テレビ東京系の情報・報道番組が大幅改編。『ニュースモーニングサテライト』が5時45分に、新番組『TVあっぷる』と『アナドラ』がスタートしたが、視聴率低迷で半年で終了。『ミミヨリーナ』が放送開始（ - 2002年9月29日）。
- 9日 - テレビ東京系でこの日から、バラエティ番組『ハロー!モーニング。』が開始（ - 2007年3月）。
- 11日 - フジテレビ系でこの日から、浜田雅功（ダウンタウン）司会のスポーツを題材としたトークバラエティ番組『ジャンクSPORTS』が開始（ - 2010年3月21日）。終了後も不定期で特番が放送されたあと、2018年1月にレギュラー放送を再開。
- 12日 - 毎日放送制作・TBS系の料理番組『THE!おいしい番組』がこの日から開始（ - 2001年3月）。
- 15日 - TBS系のバラエティ番組『ガキバラ帝国2000!』がこの日から開始（ - 2001年3月）。
- 17日 - フジテレビ系のバラエティ番組『となりのココロ』がこの日から開始（ - 8月）。
- 19日
  - フジテレビ系のバラエティ番組『100%キャイーン!』がこの日から開始（ - 2002年3月）。
  - テレビ東京系のスポーツ番組『アスリート〜すべての挑戦者に捧ぐ』がこの日から開始（ - 2001年3月30日）。
- 20日 - フジテレビ系でこの日から、みのもんた司会のクイズ番組『クイズ$ミリオネア』が開始（ - 2007年3月29日）。番組内で使われる「ファイナルアンサー!?」は流行語になり社会現象にもなった。終了後も2013年まで不定期で特番が放送された。
- 21日 - フジテレビ系でこの日から、情報バラエティ番組『しらばかプラス』とバラエティ番組『世界ゴッタ煮偉人伝』がそれぞれ開始（ - 2000年9月）。
- 29日 - テレビ朝日系のバラエティ番組『わらいのじかん2』（ - 9月16日）とバラエティ番組『ほんパラ!関口堂書店』がそれぞれ開始（ - 2001年9月15日）。

### 5月
- 3日 - この日午後、西鉄バスジャック事件が発生。NHKや民放各局は終夜体制で同事件の報道を伝え、4日早朝、各局は警官隊が突入して容疑者が逮捕される映像を生中継で伝えた。

### 6月
- 3日 - 日本テレビ系『THE夜もヒッパレ』で初のディズニーライブを実施。
- 16日 - 香淳皇后崩御を受け、17時頃からNHK・民放で特別番組を編成。NHKでは一部地域の総合テレビが政見放送を放送中であったため、公選法の取り決めで政見放送を優先し（速報テロップも流さず）、香淳皇后崩御に関するニュースは教育テレビで放送された[5]。
- 21日 - 日本テレビが、全日本プロレス所属選手の大量離脱を受け、1972年10月から同局で放送された『全日本プロレス中継』がこの日をもって終了。27年9か月の歴史に幕。28日から『プロレスリング・ノア中継』開始までの間、つなぎ番組として『コロッセオ』を放送。

### 7月
- 7日 - テレビ朝日系『金曜ナイトドラマ』枠で仲間由紀恵と阿部寛主演による、『トリック』が放送開始（ - 9月15日）。

### 8月
- 7日 - フジテレビ系でこの日から、バラエティ番組『男と女!!雨のち晴』が開始（ - 2001年3月）。
- 9日 - NHKで長崎平和祈念式典を中継。同式典を初めて全国中継する[6]。
- 31日 - TBS系の『ナショナル劇場』・時代劇『水戸黄門』を制作するC.A.Lは来年4月より放送の『水戸黄門 第29部』で水戸光圀役を石坂浩二が務める事を発表。

### 9月
- 15日〜10月1日 - シドニーオリンピックの中継・ハイライト番組などをNHKや民放各局で放送。民放についてはタイトルを統一させ、競技の中継を『シドニーオリンピックLIVE』、22時台のハイライトを『シドニーオリンピック2000』、深夜のハイライトを『シドニーオリンピックTODAY』とし、オープニングの映像も共通にした[7]。
- 24日
  - 翌週からの『THE独占サンデー』統合と番組開始に伴い、日本テレビでは18時から19時までの番組が多数終了となった。
    - 日本テレビ系の夕方ニュース番組『NNNニュースプラス1・サンデー』が放送終了。これと同時に各系列局の夕方のローカルニュース番組も放送終了。
    - 日本テレビ系の長寿スポーツニュース番組『独占SPORTS』が21年半の歴史に幕、放送終了。

  - テレビ朝日系の番宣番組『TVクリップ』が終了。
  - テレビ東京系の教養番組『知ってる!介護』とスポーツ番組『Enjoy Golf』が終了。
  - テレビ東京系の長寿歌謡番組『演歌の花道』がこの日で放送終了、22年の歴史に幕。
- 25日 - テレビ東京系の情報番組『TOKYO最新レポート』が終了。
- 26日 - テレビ東京系の報道番組『ニュースブレイク』が終了。
- 27日 - 日本テレビ系の再放送枠『アニメウェーブ』が終了。
- 28日
  - 日本テレビ系のリアリティ番組『爆音!てっぺんリーグ』が終了。
  - テレビ東京系の任天堂のゲーム機・ゲームソフト関連情報バラエティ番組『64マリオスタジアム』が終了。
- 29日
  - TBS系情報番組『エクスプレス』スポーツコーナーでは、この日をもって林恵子キャスターが、さらに、夕方ニュース番組『JNNニュースの森』スポーツコーナーでは、この日をもって新タ悦男（TBSアナウンサー）キャスターがそれぞれ卒業。
  - フジテレビ系お昼の生番組『笑っていいとも!』この日がレギュラー卒業発表。月曜は佐野瑞樹（フジテレビアナウンサー）、火曜はやるせなす（お笑いコンビ）、水曜は藤村さおり（フジテレビアナウンサー）、カイヤ川崎（タレント）、金曜は千秋（同）、愛河里花子（声優）がそれぞれ卒業。
  - フジテレビ系夕方のニュース番組『FNNスーパーニュース』水〜金キャスターとフィールドキャスターでは、この日を以て小泉陽一と西岡孝洋が卒業。
- 29日〜30日
  - 日本テレビ系・テレビ朝日系・テレビ東京系報道・情報・音楽番組・再放送枠の終了・降板・卒業が相次いだ。
    - 長寿報道番組『読売新聞は〜い夕刊』と『読売新聞は〜い朝刊』がこの日で放送終了。47年の歴史に幕。
    - 日本テレビ系のドラマ再放送枠が金曜のみ終了。月〜木のみとなる。
    - 『NNNニュースプラス1』スポーツコーナー担当のこの日をもって蛯原哲（日本テレビアナウンサー）キャスターが卒業。
    - 平日深夜音楽ランキング番組『m.m.m.!』が終了。
    - 『やじうまワイド』では、この日をもって天気コーナー担当の山本志織キャスターと朝刊コーナー担当の勝田和宏（当時テレビ朝日アナウンサー）キャスターが卒業。
    - 『ANNニュースフレッシュ』では、この日をもって木下智佳子（当時テレビ朝日アナウンサー）が卒業。
    - 『スーパーモーニング』では、この日をもって亀和田武キャスターが卒業。
    - 『ANNニュース』では、この日をもって松苗慎一郎（当時テレビ朝日アナウンサー）と佐藤紀子（同）と川北桃子（同）キャスターが卒業。
    - 『土井善晴のおかずクッキング』が終了。
    - 『スーパーJチャンネル』では、この日をもって『ヤン坊マー坊天気予報』が終了。12月からBS朝日に移行。
    - 『ザ・スクープ』が11年の歴史に幕。
    - 『HOTテレビ』が終了。
    - 平日朝のマーケット情報番組『株式ニュース』午前立会いが13年で終了。10月からは前引け・大引けのみに。
    - スポーツ番組『青木功 ドリームマッチ』と『金井清一のゴルフワンポイントレッスン』、ミニ番組『MOTHER』が終了。
    - 『TXNニュースアイ』では、この日をもって梅津智史（当時テレビ東京アナウンサー）キャスターが卒業。

### 10月
- 1日
  - 日本テレビ系の情報・報道・音楽・アニメ・バラエティ番組・再放送枠が大幅改編。2日から『峰竜太のホンの昼メシ前』が5分拡大。ドラマ再放送枠が月〜木曜に、『NNNニュースプラス1』が2時間拡大。新コーナー突撃!やすいに安井まみ子が担当。さらに一点突破!とココが気になる!が新コーナーに。ごご5時ニッポンコーナーに山下美穂子（当時日本テレビアナウンサー）とスポーツコーナーに寺島淳司（同）がそれぞれ担当。ニューススタジオがセット変更。『あさ天5』は土・日曜から古市幸子（当時日本テレビアナウンサー）が、『ジパングあさ6』は小野寺麻衣（当時日本テレビアナウンサー）が、『あさ天サンデー』は延友陽子（当時日本テレビアナウンサー）がそれぞれ担当。2日から『ZZZ』2分縮小。7日から『NNNニュースダッシュ』と『NNNきょうの出来事』と『スポーツうるぐす』が5分縮小。13日から『それいけ!アンパンマン』と『まねキン』が放送時間変更。『THE独占サンデー』と『ステキにごはん』と『デジタル所さん』と『AX MUSIC-FACTORY』と『アートの遺伝子Z』と『e-girl』と『チャンプ!』と『CLIMAX』が放送開始。
  - TBS系の情報・報道番組が一部改編。2日から『エクスプレス』スポーツコーナーに村瀬美希が、『JNNニュースの森』スポーツコーナーに海保知里（当時TBSアナウンサー）がそれぞれ担当。豊田は水〜金担当に。『夜のエクスプレス』と『オフレコ!』が放送開始。
  - フジテレビ系の情報・報道・ミニ番組が一部改編。2日から『FNNスーパーニュース』は平日キャスターに須田哲夫が昇格。『ウォッ!チャ』は梅津弥英子（フジテレビアナウンサー）が担当。『チャンネルα』が放送時間拡大。『フジなる人々』、『開運婦人』、『チャンネルαニュース』、『まかせて!!エキスパ』、『世界超密着TV!ワレワレハ地球人ダ!!』が放送開始。
  - テレビ朝日系の情報・報道・音楽・紀行・ドキュメンタリー・バラエティ番組が大幅改編。3日から『ラジ朝@モーニング』が火 - 金曜が25分拡大と2日から『スーパーJチャンネル』が平日5分拡大と土日が半年ぶりに再開。新キャスターは松井康真（当時テレビ朝日アナウンサー）が担当。高橋真紀子（同）が復帰。『街角』と『都のかほり』2日から放送時間変更。『スクープ21』と『週刊おかずのクッキング』が改題リニューアル。『やじうまワイド』はキャスターに吉澤一彦（当時テレビ朝日アナウンサー）が月〜木曜担当に、大熊英司（同）が金・土曜担当に。朝刊コーナーは龍円愛梨（当時テレビ朝日アナウンサー）が担当。天気コーナーは今山佳奈、コメンテーターは崔洋一が担当。『ANNニュースフレッシュ』はシフト勤務に、『スーパーモーニング』は新キャスターに蟹瀬誠一と平石直之（テレビ朝日アナウンサー）が担当。『ANNニュース』は新キャスターに山口豊（テレビ朝日アナウンサー）と高橋真紀子（当時テレビ朝日アナウンサー）、松井康真（同）が担当。ニュースセットがバーチャルセットに。『朝イチ!』、『午後のショッピング』、『STAY GOLD』、『大学王』、『BARRY PARTY』、『人生の楽園』（2023年現在も放送中）、『ねっとパラダイス』、『Enter.com』、『そんなに私が悪いのか!?』が放送開始。
  - テレビ東京系の情報・報道・スポーツ・バラエティ番組が大幅改編。1日から『岡本綾子のNECスーパーゴルフ』が、2日から『ミミヨリーナ』がそれぞれ放送時間変更。『愛の貧乏脱出大作戦』が6分拡大。『ワールドビジネスサテライト』がオープニング変更。3日から『開運!なんでも鑑定団』が6分拡大。7日から『大前研一のガラポン2000!!』が30分拡大。『TXNニュースアイ』土日特集が廃止し、『TXNニュース』に。『ハムスター倶楽部』、『モーニングテレビショップ』、『opening Bell』、『わっ!!つNEW』、『DOGI BAGI』、『美少女日記』、『ともだち王』、『コロシアム』、『IT超流』、『Disney Time 木曜版』、『マリオスクール』、『週刊経済王』、『進化のプリズム』、『突撃!TVどんぶり』、『ド・ピーカン!』、『バーチャル大江戸ガッテン生活!』、『粋人の隠れ家』、『サッカーTV』が放送開始。
- 2日 - フジテレビ系『笑っていいとも!』の新レギュラーがこの日発表された。月曜は岸田健作（タレント）、深澤里奈（当時フジテレビアナウンサー）、水曜は政井マヤ（同）、木曜はピーコ（タレント）が加入。
- 6日
  - TBS系情報番組『ベストタイム』ニュースコーナーでは、この日をもって岡田泰典（当時TBSアナウンサー）キャスターが卒業。
  - テレビ東京系でこの日、石塚英彦（ホンジャマカ）とパパイヤ鈴木が出演するバラエティ番組『debuya』が放送開始（ - 2003年9月26日）。深夜帯で3年間放送されたが、番組の好評を受けて2003年10月にゴールデンタイムに進出。『元祖!でぶや』と改題・リニューアルした（ - 2008年3月18日）。
- 7日 - 日本テレビ系バラエティ番組『ナイナイサイズ!』が放送開始（ - 2007年9月）。
- 9日 - TBS系情報番組『ベストタイム』ニュースコーナーでは、伊藤聡子がこの日からキャスターに昇格。
- 14日
  - 日本テレビ系『THE夜もヒッパレ』の新アシスタントとして柴田倫世（当時日本テレビアナウンサー）が就任。
  - テレビ朝日系コンビニに関するバラエティ番組『年中夢中!コンビニ宴ス』が放送開始（ - 2001年3月）。
- 16日
  - 日本テレビ系でこの日から、よみうりテレビ・サンライズ制作『犬夜叉』が放送開始（ -　2004年9月）。
  - テレビ朝日系でこの日から、かつて1969年から1986年、1989年から1990年に放送された『クイズタイムショック』が再復活してスタート。タイトルを『タイムショック21』と変えてCGを駆使した映像問題も取り入れた。田宮二郎・山口崇・生島ヒロシに続く4代目の司会者は「時の番人」を名乗る鹿賀丈史と終了後の特番でも司会を務めた中山秀征と新山千春（新山は2014年9月に放送された特番まで司会を担当）。
- 17日 - TBS系お家にしたバラエティ番組『おウチに帰ろう!』がこの日から放送開始（ - 2001年3月）。
- 18日 - TBS系情報バラエティ番組『オフレコ!』がこの日から放送開始（ - 2002年9月）。
- 20日
  - テレビ朝日系・ABC制作クイズをテーマにしたバラエティ番組『世界痛快伝説!!運命のダダダダーン!』がこの日から放送開始（ - 2003年3月）。
  - テレビ東京系金曜19時台にて、動物をテーマにしたバラエティ番組『ペット大集合!ポチたま』がこの日から放送開始（ - 2010年3月）。

### 11月
- 3日 - 日本テレビ系『ザ・ワイド』の新コーナー・芸能人ぞっこんこだわりの逸品は大杉君枝（当時日本テレビアナウンサー）が担当。
- 10日 - 日本テレビ系『それいけ!アンパンマン』この日から、本編オープニングアニメーションの作画方式をセル画製作からデジタル製作に移行。
- 24日 - フジテレビ系『FNNスピーク』木幡美子（当時フジテレビアナウンサー）が産休のため降板。
- 27日 - フジテレビ系『FNNスピーク』平日版に土曜版から高木広子（フジテレビアナウンサー）が昇格。

### 12月
- 1日 - BSデジタル放送が開局・放送開始。
- 2日 - フジテレビ系『FNNスピーク』土曜版の新キャスターに佐藤里佳（フジテレビアナウンサー）が担当。
- 4日 - 日本テレビ系『峰竜太のホンの昼メシ前』内ポシュレコーナーは馬場典子（当時日本テレビアナウンサー）と山王丸和恵（同）がこの日から担当。
- 31日 -進め電波少年の年またぎ特番で故意に正規の年越しカウントダウンよりも早く新年を祝うという視聴者ドッキリ企画を行い、抗議が殺到した。当時のプロデューサーの土屋敏男以下番組スタッフも局の上層部から叱責されたという。

## その他テレビに関する話題
- 2月28日 - 東京放送（TBS）が一般公募によって選ばれたシンボルマーク「ジ〜ン」をこの日発表。4月1日からTBSテレビなどのTBSグループ各社で使用を開始（1994年4月から使われているローマン体の「TBS」ロゴマークと併用）し、TBSや毎日放送他JNN各局制作の全国ネット番組で一部番組を除いて制作クレジットロールで表示される。系列シンボルマークとしてはテレビ朝日に続いて2番目。
- 3月 - TBSがバラエティ番組やテレビドラマの制作部門を「株式会社TBSエンタテイメント」、スポーツ番組の制作部門を「株式会社TBSスポーツ」にそれぞれ分社化（2004年10月1日に両社が合併して株式会社TBSテレビに再編）。
- 12月1日
  - BSデジタル放送が、午前11時に一斉に同時に開局・放送開始。
  - 日本衛星放送、社名をWOWOWに変更する（「WOWOW」は開局時から愛称として使用していた）[8] 。
- 日本テレビをはじめとする系列各局が全地域で年間視聴率で三冠を達成。[9]

## 開局・放送開始
- 12月1日 BSデジタル放送が開局・放送開始(特記のないのは全て原則HD画質。＊はアナログBSとのサイマル放送。)
  - NHK BS1デジタル(当初はSD画質のみ[注 1])＊
  - NHK BS2デジタル(SD画質)＊
  - NHK BShiデジタル＊[注 2]
  - BS日テレ
  - BS朝日
  - BS-i（2009年よりBS-TBS）
  - BSジャパン（2018年よりBSテレ東）
  - BSフジ
  - デジタルWOWOW＊[注 3]
  - スター・チャンネルBS

## 周年

### 番組
- 1月
  - 放送開始30周年 - NNNドキュメント（日本テレビ / NNN30局）
- 3月
  - 放送開始5周年 
    - スタジオパークからこんにちは（NHK総合）
    - 島田紳助がオールスターの皆様に芸能界の厳しさ教えますスペシャル!（読売テレビ）
- 4月
  - 放送開始30周年 - RABニュースレーダー（青森放送）
  - 放送開始25周年 - パネルクイズ アタック25（朝日放送）
  - 放送開始15周年
    - バラエティー生活笑百科（NHK大阪放送局 / NHK総合）
    - さんまのまんま（関西テレビ）

  - 放送開始10周年
    - つくってあそぼ（NHK教育）
    - しぜんとあそぼ（NHK教育）
    - 英語であそぼ（NHK教育）
    - おはなしのくに（NHK教育）
    - 母と子のテレビ絵本（NHK教育）
    - JNNニュースの森（TBS）
    - 痛快!明石家電視台（毎日放送）
    - 朝6生ワイド（札幌テレビ）

  - 放送開始5周年
    - ためしてガッテン（NHK総合）
    - 生活ほっとモーニング（NHK総合）
    - 世界ウルルン滞在記（毎日放送）
    - 上沼恵美子のおしゃべりクッキング（朝日放送）
    - 出没!アド街ック天国（テレビ東京）
- 7月
  - 放送開始5周年 - 快傑えみちゃんねる（関西テレビ）
- 10月
  - 放送開始30周年 - 遠くへ行きたい（読売テレビ）
  - 放送開始20周年 - JNN報道特集（TBS）
  - 放送開始15周年
    - アッコにおまかせ!（TBS）
    - ニュースステーション（テレビ朝日）

  - 放送開始10周年
    - 渡る世間は鬼ばかり（TBS）
    - 探検!九州（RKB毎日放送）

  - 放送開始5周年
    - サンデージャングル（テレビ朝日）
    - 筋肉番付（TBS）

### 開局・放送開始
- 3月16日 - 山形放送テレビジョン放送開始40周年。
- 4月1日
  - テレビジョン放送開始45周年 - TBSテレビ
  - テレビジョン放送開始40周年 - 秋田放送
  - 開局30周年 - 山形テレビ、福島中央テレビ、テレビ山梨、山陰中央テレビジョン放送、テレビ山口、テレビ高知、テレビ大分、テレビ宮崎
  - 開局10周年 - テレビ金沢、長崎文化放送
  - 開局5周年 - 愛媛朝日テレビ
- 6月1日 - 福井放送、琉球放送テレビジョン放送開始40周年。
- 8月1日 - NHK函館放送局教育テレビジョン放送開始40周年。
- 9月1日 - NHK室蘭放送局教育テレビジョン放送開始40周年。
- 10月1日
  - テレビジョン放送開始40周年 - 宮崎放送
  - 開局30周年 - 宮城テレビ放送
  - 開局25周年 - 東日本放送、テレビ新広島
  - 開局20周年 - テレビ信州
  - 開局15周年 - テレビせとうち
  - 開局10周年 - チューリップテレビ
  - 開局5周年 - 琉球朝日放送
- 11月1日 
  - 開局40周年 - NHK旭川、福島教育テレビジョン
  - 開局5周年 - 東京メトロポリタンテレビジョン
- 12月1日 
  - 開局40周年 - NHK仙台放送局教育テレビジョン
  - 開局30周年 - 広島ホームテレビ
- 12月23日 - NHK盛岡放送局教育テレビジョン放送開始40周年。

## 視聴率
数字・視聴率はビデオリサーチ関東地区調べ。その他地域別の視聴率はその他テレビに関する話題に。

### ニュース・報道番組
- NHKニュース7（NHK総合・9月22日） 28.6%

### スポーツ
1. シドニーオリンピック サッカー男子準々決勝・日本対アメリカ（NHK総合・9月23日） 42.3%
2. シドニーオリンピック 陸上女子マラソン（テレビ朝日・9月24日） 40.6%
3. シドニーオリンピック サッカー男子予選・日本対スロバキア（NHK総合・9月21日） 40.1%
4. プロ野球日本シリーズ巨人×ダイエー第１戦 (日本テレビ・10月21日) 36.2%
5. シドニーオリンピック 開会式 (NHK・9月15日) 30.9%
6. 第76回東京箱根間往復大学駅伝競走・復路 (日本テレビ・1月3日) 29.0%

### テレビドラマ・映画
1. ビューティフルライフ（TBS・3月26日） 41.3%
2. やまとなでしこ（フジテレビ・12月18日） 34.2%
3. 2000年ドラマスペシャル・百年の物語「第3夜・Only Love」 （TBS・8月30日） 32.6%
4. 踊る大捜査線 THE MOVIE(フジテレビ・1月1日)　28.7%
5. 連続テレビ小説・私の青空 (NHK・7月8日)　28.3%
6. オヤジぃ。 (TBS・12月17日)　28.0%
7. 伝説の教師 (日本テレビ・4月15日)　26.1%
8. 橋田壽賀子ドラマ渡る世間は鬼ばかり年末スペシャル (TBS・12月28日) 25.0%

### バラエティ・歌番組
1. 第51回NHK紅白歌合戦第2部（NHK総合・12月31日） 48.4%
2. 第51回NHK紅白歌合戦第1部（NHK総合・12月31日） 39.2%
3. SMAP×SMAP(フジテレビ・11月27日） 30.0%
4. 伊東家の食卓(日本テレビ・2月29日) 28.3%
5. 伊東家の食卓(日本テレビ・2月22日) 28.0%
6. 伊東家の食卓(日本テレビ・3月14日) 27.6%
7. 伊東家の食卓(日本テレビ・2月1日) 27.5%
8. 伊東家の食卓(日本テレビ・2月8日) 27.1%
9. 伊東家の食卓(日本テレビ・3月7日) 26.7%
10. SMAP×SMAP(フジテレビ・2月21日) 26.4%
11. 伊東家の食卓(日本テレビ・7月4日) 26.3%
12. 伊東家の食卓(日本テレビ・2月15日) 25.6%
13. 伊東家の食卓(日本テレビ・4月25日) 25.4%
14. SMAP×SMAP(フジテレビ・8月21日) 25.4%
15. 伊東家の食卓(日本テレビ・3月21日) 25.3%
16. SMAP×SMAP(フジテレビ・3月6日) 25.2%
17. ガチンコ!狂熱夏の陣ブチ切れ完全闘争SP(TBS・8月8日) 25.2%
18. SMAP×SMAP(フジテレビ・1月17日) 25.1%
19. SMAP×SMAP(フジテレビ・1月24日) 25.0%
20. SMAP×SMAP(フジテレビ・2月14日) 25.0%
21. SMAP×SMAP(フジテレビ・5月8日) 25.0%
22. 電波少年(日本テレビ・5月7日) 24.9%
23. SMAP×SMAP(フジテレビ・2月7日) 24.7%
24. SMAP×SMAP(フジテレビ・1月31日) 24.6%
25. SMAP×SMAP(フジテレビ・2月28日) 24.6%
26. 世界まる見え!テレビ特捜部(日本テレビ・2月14日) 24.5%
27. 世界まる見え!テレビ特捜部(日本テレビ・2月21日) 24.5%
28. うたばん（TBS・6月29日）24.5%
29. 伊東家の食卓(日本テレビ・1月18日) 24.4%
30. ぐるぐるナインティナイン(日本テレビ・2月11日) 24.3%
31. おしゃれカンケイ(日本テレビ・1月16日) 24.2%
32. 伊東家の食卓(日本テレビ・1月25日) 24.2%
33. SMAP×SMAP'00真夏の王様グランプリ(フジテレビ・7月24日) 24.1%
34. SMAP×SMAP(フジテレビ・8月7日) 24.1%
35. ガチンコ!ついに決戦ガチガチファイトSP(TBS・3月28日) 24.0%
36. 世界まる見え!テレビ特捜部(日本テレビ・2月28日) 23.7%
37. 電波少年(日本テレビ・6月11日) 23.6%
38. SMAP×SMAP(フジテレビ・1月10日) 23.5%
39. どっちの料理ショー(日本テレビ・8月24日) 23.5%
40. 24時間テレビ23愛は地球を救うPart8(日本テレビ・8月20日) 23.4%
41. 伊東家の食卓(日本テレビ・5月9日) 23.5%
42. 伊東家の食卓(日本テレビ・1月11日) 23.3%
43. 世界まる見え!テレビ特捜部(日本テレビ・4月17日) 23.3%
44. SMAP×SMAP(フジテレビ・6月26日) 23.3%
45. 伊東家の食卓(日本テレビ・7月18日) 23.3%
46. 最強の男は誰だ!壮絶筋肉バトル!!スポーツマンNo.1決定戦XV(TBS・1月1日) 23.1%
47. SMAP×SMAP(フジテレビ・5月29日) 22.9%
48. おしゃれ300回SP!(日本テレビ・7月2日) 22.9%
49. 関口宏の東京フレンドパークII(TBS・1月31日) 22.7%
50. どっちの料理ショー(日本テレビ・5月25日) 22.7%
51. 1億人の大質問!?笑ってコラえて!(日本テレビ・1月26日) 22.6%
52. 踊る!さんま御殿!!(日本テレビ・2月8日) 22.6%
53. 伊東家の食卓(日本テレビ・4月11日) 22.6%
54. 伊東家の食卓(日本テレビ・7月11日) 22.6%
55. どっちの料理ショー(日本テレビ・7月27日) 22.6%
56. 1億人の大質問!?笑ってコラえて!(日本テレビ・2月16日) 22.5%
57. 電波少年(日本テレビ・7月9日) 22.5%
58. 世界まる見え!テレビ特捜部(日本テレビ・1月17日) 22.4%
59. ダウンタウンのガキの使いやあらへんで!(日本テレビ・1月30日) 22.4%
60. 1億人の大質問!?笑ってコラえて!(日本テレビ・2月9日) 22.4%
61. 関口宏の東京フレンドパークII(TBS・5月15日) 22.4%
62. 世界まる見え!テレビ特捜部(日本テレビ・7月31日) 22.4%
63. 最強の男は誰だ!壮絶筋肉バトル!!スポーツマンNO.1決定戦XVI(TBS・3月24日) 22.3%
64. ウリナリ!!芸能界社交ダンス部・炎の個人戦あたって砕けるかSP(日本テレビ・1月7日) 22.2%
65. 踊る踊る踊る!さんま御殿!!スペシャル(日本テレビ・4月4日) 22.2%
66. SMAP×SMAP'00今夜は生スペシャル!(フジテレビ・4月10日) 22.2%
67. おしゃれカンケイ(日本テレビ・6月18日) 22.2%
68. 世界まる見え!テレビ特捜部(日本テレビ・3月13日) 22.1%
69. 世界まる見え!テレビ特捜部(日本テレビ・5月1日) 22.0%
70. SMAP×SMAP(フジテレビ・6月12日) 22.0%
71. ダウンタウンのガキの使いやあらへんで!(日本テレビ・2月27日) 21.9%
72. SMAP×SMAP(フジテレビ・7月31日) 21.9%
73. 笑点(日本テレビ・1月30日) 21.8%
74. めちゃ×2イケてるッ!(フジテレビ・2月26日) 21.8%
75. 伊東家ミニ企画今夜は変だゾお母さん一人残して皆どこ行っちゃったんだSP(日本テレビ・7月25日) 21.8%
76. ダウンタウンのガキの使いやあらへんで!(日本テレビ・2月6日) 21.7%
77. SMAP×SMAP(フジテレビ・3月13日) 21.7%
78. SMAP×SMAP(フジテレビ・5月15日) 21.7%
79. 1億人の大質問!?笑ってコラえて!(日本テレビ・2月2日) 21.6%
80. 伊東家の食卓(日本テレビ・6月20日) 21.6%
81. めちゃ×2イケてるッ!(フジテレビ・7月15日) 21.6%
82. 電波少年(日本テレビ・8月20日) 21.6%
83. さんまのスーパーからくりTV(TBS・2月20日) 21.5%
84. 関口宏の東京フレンドパークII(TBS・2月21日) 21.5%
85. 1億人の大質問!?笑ってコラえて!(日本テレビ・2月23日) 21.5%
86. 超アンビリーバブル!世界仰天ニュース大賞〜すべて実話です〜(日本テレビ・4月6日) 21.5%
87. SMAP×SMAP'00春の拡大スペシャル(フジテレビ・4月3日) 21.4%
88. SMAP×SMAP(フジテレビ・5月22日) 21.4%
89. ダウンタウンのガキの使いやあらへんで!(日本テレビ・3月26日) 21.3%
90. SMAP×SMAP(フジテレビ・4月24日) 21.3%
91. 電波少年(日本テレビ・5月28日) 21.3%
92. 世界まる見え!テレビ特捜部(日本テレビ・6月5日) 21.3%
93. SMAP×SMAP(フジテレビ・6月5日) 21.3%
94. マルヒ速報!年末年始2000ザ・視聴率ベスト30!(日本テレビ・1月8日) 21.2%
95. おしゃれ60分劇白SP(日本テレビ・4月9日) 21.2%
96. 世界まる見え!テレビ特捜部(日本テレビ・5月15日) 21.2%
97. ダウンタウンのガキの使いやあらへんで!(日本テレビ・6月18日) 21.2%
98. どっちの料理ショー(日本テレビ・8月31日) 21.2%
99. ウリナリ芸能人社交ダンス炎の個人戦SP続編(日本テレビ・1月21日) 21.1%
100. 特命リサーチ200X!(日本テレビ・2月6日) 21.1%
101. ダウンタウンのガキの使いやあらへんで!(日本テレビ・1月9日) 21.1%
102. 電波少年(日本テレビ・1月16日) 21.1%
103. めちゃ×2イケてるッ!(フジテレビ・3月4日) 21.1%
104. 学校へ行こう!(TBS・8月22日) 21.1%
105. ザ!鉄腕!DASH!!(日本テレビ・8月27日) 21.1%
106. 踊る!さんま御殿!!(日本テレビ・2月22日) 21.0%
107. ザ!鉄腕!DASH!!(日本テレビ・6月25日) 21.0%
108. 2000FNS1億2700万人の27時間テレビ夢列島・家族愛Love You(フジテレビ・7月9日) 21.0%
109. 恋のから騒ぎ…大騒ぎスペシャル(日本テレビ・1月8日) 20.9%
110. 世界まる見え!テレビ特捜部(日本テレビ・1月31日) 20.9%
111. 電波少年(日本テレビ・4月16日) 20.9%
112. 関口宏の東京フレンドパークII(TBS・4月17日) 20.9%
113. SMAP×SMAP(フジテレビ・4月17日) 20.9%
114. ダウンタウンDX(日本テレビ・5月25日) 20.9%
115. 世界まる見え!テレビ特捜部(日本テレビ・5月29日) 20.9%
116. どっちの料理ショー(日本テレビ・6月15日) 20.9%
117. ダウンタウンのガキの使いやあらへんで!(日本テレビ・1月23日) 20.8%
118. 世界まる見え!テレビ特捜部(日本テレビ・3月6日) 20.8%
119. SMAP×SMAP(フジテレビ・6月19日) 20.8%
120. SMAP×SMAP'00新春S1超特大生グランプリ(フジテレビ・1月3日) 20.7%
121. 世界まる見え!テレビ特捜部(日本テレビ・2月7日) 20.7%
122. SMAP×SMAP(フジテレビ・7月17日) 20.7%
123. 伊東家の食卓(日本テレビ・8月1日) 20.7%
124. 関口宏の東京フレンドパークII(TBS・2月14日) 20.6%
125. 笑点(日本テレビ・2月20日) 20.6%
126. ぐるぐるナインティナイン(日本テレビ・3月17日) 20.6%
127. 笑っていいとも!(フジテレビ・3月20日) 20.6%
128. 電波少年(日本テレビ・4月9日) 20.6%
129. 笑点(日本テレビ・4月23日) 20.6%
130. 1億人の大質問!?笑ってコラえて!(日本テレビ・1月12日) 20.5%
131. 関口宏の東京フレンドパークII(TBS・1月24日) 20.5%
132. 特命リサーチ200X!(日本テレビ・2月13日) 20.5%
133. 電波少年(日本テレビ・3月26日) 20.5%
134. うたばん（TBS・3月30日）20.5%
135. 関口宏の東京フレンドパークII(TBS・4月10日) 20.5%
136. どっちの料理ショー(日本テレビ・5月18日) 20.5%
137. 世界まる見え!テレビ特捜部(日本テレビ・5月22日) 20.5%
138. ガチンコ!(TBS・7月11日) 20.5%
139. ダウンタウンのガキの使いやあらへんで!(日本テレビ・2月20日) 20.4%
140. 踊る!さんま御殿!!(日本テレビ・3月7日) 20.4%
141. 学校へ行こう!(TBS・6月13日) 20.4%
142. SMAP×SMAP(フジテレビ・8月14日) 20.4%
143. ダウンタウンのガキの使いやあらへんで!(日本テレビ・8月27日) 20.4%
144. 踊る踊る踊る!さんま御殿!!スペシャル(日本テレビ・1月4日) 20.3%
145. 電波少年(日本テレビ・1月23日) 20.3%
146. 笑点(日本テレビ・3月5日) 20.3%
147. 関口宏の東京フレンドパークII(TBS・3月20日) 20.3%
148. さんまのスーパーからくりTV(TBS・6月11日) 20.3%
149. 学校へ行こう!(TBS・7月4日) 20.3%
150. 笑点(日本テレビ・2月6日) 20.2%
151. ぐるぐるナインティナイン(日本テレビ・2月25日) 20.2%
152. 電波少年(日本テレビ・4月2日) 20.2%
153. 伊東家の食卓(日本テレビ・5月30日) 20.2%
154. ダウンタウンのガキの使いやあらへんで!(日本テレビ・6月11日) 20.2%
155. SMAP×SMAP(フジテレビ・7月3日) 20.2%
156. どっちの料理ショー(日本テレビ・8月10日) 20.2%
157. クイズ$ミリオネア今夜は芸能人がギャラを賭けて本気で挑戦しますスペシャル(フジテレビ・8月17日) 20.2%
158. さんまのスーパーからくりTV(TBS・1月23日) 20.1%
159. 電波少年(日本テレビ・2月20日) 20.1%
160. 関口宏の東京フレンドパークII(TBS・2月28日) 20.1%
161. おしゃれカンケイ(日本テレビ・3月12日) 20.1%
162. 踊る!さんま御殿!!(日本テレビ・3月21日) 20.1%
163. 恋のから騒ぎ…ご卒業スペシャル(日本テレビ・3月25日) 20.1%
164. 学校へ行こう!燃えよ腕ひしぎ逆十字SP(TBS・3月28日) 20.1%
165. 1億人の大質問!?笑ってコラえて!(日本テレビ・5月31日) 20.1%
166. 世界まる見え!テレビ特捜部(日本テレビ・6月12日) 20.1%
167. ザ!鉄腕!DASH!!(日本テレビ・7月2日) 20.1%
168. 緊急報告!アンビリバボー行くと必ず死ぬ地図から消えた悪霊村決死の潜入スペシャル(フジテレビ・8月24日) 20.1%
169. 関口宏の東京フレンドパークII(TBS・8月28日) 20.1%
170. 世界まる見え!テレビ特捜部(日本テレビ・1月24日) 20.0%
171. 笑点(日本テレビ・2月13日) 20.0%
172. どっちの料理ショー(日本テレビ・6月8日) 20.0%

### アニメ
- サザエさん（フジテレビ・2月20日） 28.1%

## 報道・情報・教養・動物・教育・映画・ドキュメンタリー・討論・スポーツ・番宣・通販・クイズ・ミニ番組

### 終了番組

#### 3月終了
- 13日
  - トゥトゥアンサンブル（NHK教育）
  - しらべてサイエンス（NHK教育）
- 14日 - ニッポンときめき歴史館（NHK総合・大阪）
- 15日 - オモシロ学問人生（NHK総合）
- 16日 - 未来派宣言（NHK総合）
- 17日
  - ドキュメントにっぽん（NHK総合）
  - どっこい!神田の日めくりテレビ（テレビ新広島）
- 18日 - 土曜元気市（NHK総合）
- 19日 - 神々の詩（TBS）
- 24日 - スーパー知恵MON（TBS）
- 25日
  - 土曜一番!花やしき（フジテレビ）
  - SHOW BEAT（テレビ東京）
  - チョイス!（テレビ東京）
- 26日 
  - 新日本探訪（NHK総合）
  - サンデー!CLUB Disney（テレビ東京）
- 28日 - キティズパラダイスII（テレビ東京）
- 29日
  - のりもの王国ブーブーカンカン（テレビ東京）
  - ドキュメンタリー人間劇場（テレビ東京）
- 31日
  - ディズニー・トゥーン・タウン（テレビ東京）
  - 素敵にワイドほっと10（テレビ東京）
  - どうーなってるの?!（フジテレビ）
  - お天気ネットワーク（TBS）
  - 2時のホント（フジテレビ）
  - 情報ライブ トゥー・ユー!（名古屋テレビ）
  - 西田篤史のテレビランド（広島ホームテレビ）
  - ひろしまVOICE（広島ホームテレビ）

#### 4月終了
- 7日 - 好奇心!旅の大捜査線!!（TBS）

#### 5月終了
- 20日 - S-FIELD（関西テレビ）

#### 6月終了
- 16日 - 川島宏治の広島大百科（中国放送）
- 21日 - 全日本プロレス中継（日本テレビ）
- 30日
  - 元気モンTV（読売テレビ）
  - RCCニュース・ブリッジ（中国放送）

#### 9月終了
- 10日 - 週刊ワイドコロシアム（テレビ朝日）
- 13日 - しあわせ増量計画（TBS）
- 15日 - しらばかプラス（フジテレビ・関西テレビ）
- 24日
  - NNNニュースプラス1・サンデー（日本テレビ）
  - 独占SPORTS（日本テレビ）
  - STVニュースプラス1サンデー（札幌テレビ）
  - YBCニュースプラス1・サンデー（山形放送）
  - NNNミヤギテレビニュースプラス1サンデー（ミヤギテレビ）
  - NNN FCTニュースプラス1サンデー（福島中央テレビ）
  - TeNYニュースプラス1サンデー（テレビ新潟）
  - TSBニュースプラス1サンデー（テレビ信州）
  - 中京テレビニュースプラス1サンデー（中京テレビ）
  - スポーツメール（読売テレビ）
  - 広島テレビニュースプラス1サンデー（広島テレビ）
  - サンデー児島（西日本放送）
  - NNNFBSニュースプラス1サンデー（福岡放送）
  - ニュースプラス1ながさきサンデー（長崎国際テレビ）
  - KYTニュースプラス1サンデーNNN（鹿児島読売テレビ）
  - TVクリップ（テレビ朝日）
  - 知ってる!介護（テレビ東京）
  - Enjoy Golf（テレビ東京）
- 25日 - TOKYO最新レポート（テレビ東京）
- 26日 - ニュースブレイク（テレビ東京）
- 27日 - アニメウェーブ（日本テレビ）
- 28日 
  - 星に願いを（テレビ朝日）
  - 64マリオスタジアム（テレビ東京）
- 29日 
  - 良・彩・健・母（日本テレビ）
  - 読売新聞はーい夕刊（日本テレビ）
  - 番宣女王（日本テレビ）
  - 陽司★美恵子 ゆうがたGet!（テレビ信州）
  - 読売新聞ニュース（読売テレビ）
  - 本橋馨の情報わいどテレビタミン（熊本県民テレビ）
  - 土井善晴のおかずのクッキング（テレビ朝日）
  - ヤン坊マー坊天気予報（テレビ朝日）
  - E!（テレビ朝日）
  - ワイド630（朝日放送）
  - 週刊!家もん（九州朝日放送）
  - ほっと540九州沖縄（九州朝日放送）
  - nccニュースウェイブ（長崎文化放送）
  - MBSナウ（MBS）
  - e-生活（フジテレビ）
  - ニュース（フジテレビ）
  - SURPRISE!（フジテレビ）
  - 井戸端チャンネル（秋田テレビ）
  - HOTテレビ（テレビ東京）
  - 株式ニュース（テレビ東京）
  - TVあっぷる（テレビ東京）
  - アナドラ（テレビ東京）
- 30日
  - 読売新聞はーい朝刊（日本テレビ）
  - 三村敏之のスポ天!!（中国放送）
  - 青木功 ドリームマッチ（テレビ東京）
  - 金井清一のゴルフワンポイントレッスン（テレビ東京）
  - 贅沢な休日（テレビ朝日）
  - ザ・スクープ（テレビ朝日）
  - TXNニュースアイ土日特集（テレビ東京）
  - MOTHER（テレビ東京）

#### 10月終了
- 14日 - S-FIELD THEサバイバル（関西テレビ）

#### 12月終了
- 22日 - 5時からワイド（山口朝日放送）
- 23日
  - 粋人の隠れ家（テレビ東京）
  - 週刊!!ワイドABCDE〜す（朝日放送）
- 24日 - 大使の国のたからもの（テレビ東京）
- 27日 - ニュースブレイク（テレビ東京）
- 30日 - バーチャル大江戸ガッテン生活!（テレビ東京）

### 開始番組

#### 1月 - 6月開始
- 1月8日 - 大前研一のガラポン2000!!（テレビ東京）
- 3月20日 - ひろしま満点ママ!!（テレビ新広島）
- 3月27日
  - NHKニュース10（NHK総合）
  - 好奇心!旅の大捜査線!!（TBS）
- 3月28日 - プロジェクトX〜挑戦者たち〜（NHK総合）
- 3月29日 - その時歴史が動いた（NHK総合・大阪）
- 3月30日 - にんげんドキュメント（NHK総合）
- 4月1日
  - ウォッ!チャ（フジテレビ）
  - 日本列島元気ネットワーク（テレビ朝日）
  - ラブ・らぼ〜ん（テレビ朝日）
  - 20世紀日本の経済人（テレビ東京）
  - どよテン（熊本放送）
  - 未来への教室（NHK教育）
  - 21世紀ビジネス塾（NHK教育・名古屋）
- 4月2日
  - Qっと!サイエンス（テレビ大阪）
  - SPO-LOVE 2000（TBS）
- 4月3日
  - 良・彩・健・母（日本テレビ）
  - 番宣女王（日本テレビ）
  - ママのくに（TBS）
  - 国司憲一郎の元気一番!（山陽放送）
  - モテモテ6（ロック）（中国放送）
  - 噂のどーなってるの?!（フジテレビ）
  - e-生活（フジテレビ）
  - チャンネルα（フジテレビ）
  - ニュース（フジテレビ）
  - 星に願いを（テレビ朝日）
  - TRYあんぐる（名古屋テレビ）
  - TVあっぷる（テレビ東京）
  - 今晩なに食べたい?（関西テレビ）
  - 夕方5時ですとっておき関西（NHK総合・大阪）
  - げっきんLIVE（広島ホームテレビ）
- 4月4日
  - 電画なっ!（TBS）
- 4月5日 - のりものスタジオ（テレビ東京）
- 4月7日 
  - ドキュメント地球時間（NHK教育）
  - おじゃまクッキング!（テレビ東京）
  - アナドラ（テレビ東京）
- 4月8日
  - 土曜オアシス（NHK総合）
  - 新・男の食彩（NHK総合）
  - みんなの広場だ!わんパーク（NHK教育）
  - 真剣10代しゃべり場（NHK教育）
  - 美の巨人たち（テレビ東京）
  - クスクス（中京テレビ）
- 4月9日 - ふるさと日本のことば（NHK教育）
- 4月10日
  - データボックス しらべてサイエンス（NHK教育）
  - ベストタイム（TBS）
  - ティーンズTV 世の中なんでも経済学（NHK教育）
- 4月11日 - えいごリアン（NHK教育）
- 4月14日 - スーパーフライデー（TBS）
- 4月15日 - 科学デジタル大図鑑（NHK教育）
- 4月21日 - しらばかプラス（フジテレビ・関西テレビ）
- 4月23日 - 週刊ワイドコロシアム（テレビ朝日）
- 6月28日 - コロッセオ（日本テレビ）

#### 7月 - 12月開始
- 7月1日 - ゴジヤジ（宮崎放送）
- 7月3日
  - あさイチ!（読売テレビ）
  - RCCときめきストリート（中国放送）
  - 2時ドキッ!（関西テレビ）
- 10月1日 
  - THE独占サンデー（日本テレビ）
  - フジなる人々（フジテレビ）
  - 朝イチ!（テレビ朝日）
  - Enter.com（テレビ朝日）
  - 辰巳琢郎のリフォーム夢家族（テレビ東京）
- 10月2日 
  - ハムスター倶楽部（テレビ東京）
  - モーニングテレショップ（テレビ東京）
  - Opening Bell（テレビ東京）
  - わっ!!つNEW（テレビ東京）
  - DOGI BAGI（テレビ東京）
  - 満点!アイ（テレビ大阪）
  - 午後のショッピング（テレビ朝日）
  - ステキにごはん（日本テレビ）
  - デジタル所さん（日本テレビ）
  - アートの遺伝子Z（日本テレビ）
  - HTVニュース15:50（広島テレビ）
  - VOICE（MBS）
  - 夜のエクスプレス（TBS）
  - 開運婦人（フジテレビ）
  - チャンネルαニュース（フジテレビ）
  - テレビア〜ンi455（秋田テレビ）
  - クイズは生だ!〜持ってけ諭吉〜（東日本放送）
  - ABC NEWSゆう（朝日放送）
  - YABドラマパーク（山口朝日放送）
  - スーパーJチャンネル九州・沖縄（九州朝日放送）
  - スーパーJチャンネルながさき（長崎文化放送）
- 10月3日 
  - 大学王（テレビ朝日）
  - ともだち王（テレビ東京）
- 10月4日
  - e-girl（日本テレビ）
  - コロシアム（テレビ東京）
- 10月5日 
  - Disney Time 木曜版（テレビ東京）
  - マリオスクール（テレビ東京）
  - IT超流（テレビ東京）
- 10月6日 
  - BARRY PARTY（テレビ朝日）
  - 突撃!TVどんぶり（テレビ東京）
- 10月7日 
  - チャンプ!（日本テレビ）
  - 川合俊一のおひるバン!!（読売テレビ）
  - ド・ピーカン!（テレビ東京）
  - バーチャル大江戸ガッテン生活!（テレビ東京）
  - 粋人の隠れ家（テレビ東京）
  - 九州経済NOW（TVQ九州放送）
  - 人生の楽園（テレビ朝日）
  - ねっとパラダイス（テレビ朝日）
- 10月8日 
  - CLIMAX（日本テレビ）
  - 週刊経済王（テレビ東京）
- 10月11日 - 進化のプリズム（テレビ東京）
- 10月12日 - 体感トラベルA（テレビ愛知）
- 10月13日
  - フライデー スポーツナイト（フジテレビ）
  - サッカーTV（テレビ東京）
- 10月14日 - Eタウン（中国放送）
- 10月16日 - そんなに私が悪いのか!?（テレビ朝日）
- 10月18日
  - オフレコのオフレコ!（TBS）
  - オフレコ!（TBS）
- 10月20日
  - まかせて!!エキスパ（フジテレビ・関西テレビ）
  - 世界超密着TV!ワレワレハ地球人ダ!!（フジテレビ）
  - ペット大集合!ポチたま（テレビ東京）
- 12月1日 
  - ハイビジョン紀行「川の時代」（BS日テレ）
  - フライデーゴルフアワー（BS日テレ）
  - ＠ブレイク（BS日テレ）
- 12月2日
  - HAPPY!HAPPY!（BS日テレ）
  - 遥かなる世界遺産（BS日テレ）
  - スーパー・スポーツ・マガジン（BS日テレ）
  - 純美学〜おしゃれギャラリー〜（BS日テレ）
  - 翼の見た夢（BS日テレ）
  - アース・シンフォニー〜地球と人類と共に〜（BS朝日）
  - 榊原・嶌のグローバルナビ（BS-i）
  - i したい。（BS-i）
  - みつばちTV（BSジャパン）
  - BSダイレクト（BSジャパン）
  - Jナビ（BSジャパン）
  - ほね・ホネ・本音（BSジャパン）
  - ネクストステージ（BSジャパン）
  - ジャンヌ・ダルクへの道〜格闘美宣言〜（BSジャパン）
  - ビューティー通信（BSジャパン）
  - お台場トレンド株式市場（BSフジ）
- 12月3日 
  - 日曜プレシャスタイム（BS日テレ）
  - 幻想美術館（BS日テレ）
  - サンデーオンライン（BS朝日）
  - 健康DNA!!（BS-i）
  - Jプラス1（BSジャパン）
- 12月4日
  - それいけ!アンパンマンくらぶ（BS日テレ）
  - ジャイアンツ独占チャンネル（BS日テレ）
  - Morning Access ビーエス朝!（BS朝日）
  - 原宿コレクション（BS朝日）
  - みんなゲンキ!?（BS朝日）
  - Harajukuロンチャーズ（BS朝日）
  - News Access 730（BS朝日）
  - i-NEWS（BS-i）
  - i-style（BS-i）
  - i-collection（BS-i）
  - LIVE!LOVE!EVE!（BS-i）
  - i-SPORTS（BS-i）
  - ルック＠マーケット（BSジャパン）
  - サテライトJ（BSジャパン）
  - シネマクラッシュ〜映画大好き〜（BSジャパン）
  - 美術館の風に吹かれて（BSフジ）
  - 週刊BSデジタルマガジン（BSフジ）
  - 通販大王（BSフジ）
  - うたであそぼうピンポンパン（BSフジ）
  - Myポンキッキーズ（BSフジ）
  - LF+Rモーニング　YOUNG LIVE JAPAN（BSフジ）
  - 映画大王 Movie Tycoon（BSフジ）
  - BSフジドキュメント（BSフジ）
- 12月6日 
  - ヴィラ・デル・チネマ（BS日テレ）
  - フジテレビ映画劇場（BSフジ）
- 12月7日 
  - 格闘技アワーTHE RING（BS日テレ）
  - WRC2000「THE RALLY」（BS日テレ）
- 12月8日 - ザ・ロングインタビュー（BSフジ）
- 12月9日 - i-SPORTS Heart-Beat Weekend（BS-i）
- 12月10日 - 週刊スポーツTV（BSフジ）

### 期間限定番組
- 4月2日 - 9月24日、サンデーディズニー（テレビ東京）

### 放送時間拡大
- 4月1日
  - ザ・スクープ（テレビ朝日）
- 4月3日
  - ニュースの森（TBS）
  - スーパーニュース（フジテレビ）
  - ニュースJAPAN（フジテレビ）
  - ニュースモーニングサテライト（テレビ東京）
- 4月16日
  - ニュースの森（TBS）
  - 報道特集（TBS）
- 10月2日
  - 峰竜太のホンの昼メシ前（日本テレビ）
  - NNNニュースプラス1（日本テレビ）
  - チャンネルα（フジテレビ）
  - スーパーJチャンネル（テレビ朝日）
- 10月3日
  - ラジ朝@モーニング（テレビ朝日）
- 10月7日
  - 大前研一のガラポン2000!!（テレビ東京）

### 放送時間縮小
- 4月1日
  - NNNニューススポット（日本テレビ）
- 10月7日
  - NNNニュースダッシュ（日本テレビ）
  - NNNきょうの出来事（日本テレビ）
  - スポーツうるぐす（日本テレビ）

## バラエティ番組

### 終了番組

#### 2月終了
- 22日 - ビッグ・ウェンズデイ（MBS毎日放送）

#### 3月終了
- 8日 - やったるJ（テレビ朝日）
- 17日
  - うっひゃ〜!!はなさかロンドンブーツ（フジテレビ）
  - 食卓の王様（NHK総合）
- 18日 - わらいのじかん（テレビ朝日）
- 19日 - 神出鬼没!タケシムケン（テレビ朝日）
- 22日 - すけスケシルバ（フジテレビ）
- 23日 - V6の素（フジテレビ）
- 25日
  - 風まかせ 新・諸国漫遊記（フジテレビ）
  - DAISUKI!（日本テレビ）
  - 愛のエプロン（テレビ朝日）
  - アルテミッシュNIGHT（テレビ東京）
  - LIVE PAPEPO 鶴+龍（よみうりテレビ）
- 26日 
  - なんじゃそら三人組（ABC）
  - クイズ日本人の質問（NHK総合）
- 27日
  - ネプ中（広島テレビ）
  - あの娘に逢いたい（テレビ東京）
  - 三宅裕司のワークパラダイス（山口放送）
  - ココリコA級伝説。（テレビ朝日）
- 28日
  - ウッチャンナンチャンの炎のチャレンジャーこれができたら100万円!!（テレビ朝日）
  - 所的蛇足講座（福岡放送）
  - 2001年未来ナース（TBS）
  - シザーズリーグ（フジテレビ）
- 30日
  - キャイ〜ン・寛平の女神の真相（TBS）
  - 男3人ラブ珍ハント旅（TBS）
- 31日
  - YOU&ME ふたり（NHK教育）
  - 痛快!知らぬはオトコばかりなり（フジテレビ）
  - メントレ（フジテレビ）
  - あ。た、り（テレビ朝日）

#### 7月終了
- 2日 - 吉本超合金（テレビ大阪）
- 31日 - となりのココロ（フジテレビ）

#### 8月終了
- 2日 - クイズ赤恥青恥（テレビ東京）

#### 9月終了
- 8日 - ターニングポイント（ABC）
- 19日 - 快傑熟女!心配ご無用（TBS）
- 22日 - 世界ゴッタ煮偉人伝（フジテレビ）
- 25日 - あけすけ（広島テレビ）
- 26日
  - 対爆笑問題（テレビ東京）
  - ホットパンツ（福岡放送）
  - 未来ナース伝説（TBS）
  - 桂芸能社PON!（TBS）
- 27日
  - しあわせ家族計画（TBS）
  - ヒロスポ!（テレビ東京）
- 28日 - いろもん貳（日本テレビ）
- 29日 - モーニング娘。のへそ（テレビ東京）
- 30日 - 喝!リベンジナイト（テレビ東京）

#### 10月終了
- 1日 - ツッコメディ!痛快パラダイス（ABC）
- 2日 - 天の恵〜愛の家宅捜査〜（テレビ東京）
- 5日 - マッハブイロク（フジテレビ）

#### 12月終了
- 16日 - ガキバラ帝国2000!（TBS）
- 22日 - クイズところ変れば!?（テレビ東京）
- 24日 - バミリオン・プレジャー・ナイト（テレビ東京）
- 25日 - さくら湯（テレビ東京）
- 27日
  - 豪華版クイズ赤恥青恥（テレビ東京）
  - おんなぎ（テレビ東京）

### 開始番組

#### 1月開始
- 4日 - モーニング娘。のへそ（テレビ東京）

#### 4月開始
- 1日
  - プレイヤーズ（日本テレビ）
  - 愛のエプロン2（テレビ朝日）
- 2日
  - ツッコメディ!痛快パラダイス（ABC）
  - イカリングの面積（テレビ愛知）
- 3日
  - 天の恵〜愛の家宅捜査〜（テレビ東京）
  - あけすけ（広島テレビ）
- 4日
  - ホットパンツ（福岡放送）
  - 未来ナース伝説（TBS）
  - 桂芸能社PON!（TBS）
- 5日
  - 三宅裕司のドシロウト（山口放送）
  - いばらのもり（北海道テレビ）
- 6日 - 井出洋介に挑戦 実戦!格闘麻雀（テレビ愛知）
- 7日 - フライデーナイトはお願い!モーニング（テレビ岩手）
- 8日
  - 内村プロデュース（テレビ朝日）
  - 喝!リベンジナイト（テレビ東京）
- 9日 - ハロー!モーニング。（テレビ東京）
- 10日 - 赤ちゃん金ちゃんしゃべる部屋（フジテレビ）
- 11日 - ジャンクSPORTS（フジテレビ）
- 13日 - マッハブイロク（フジテレビ）
- 14日 - メントレG（フジテレビ）
- 15日 - ガキバラ帝国2000!（TBS）
- 17日 - となりのココロ（フジテレビ）
- 18日 - いきなり!黄金伝説。（テレビ朝日）
- 19日 - 100%キャイ〜ン!（フジテレビ）
- 20日 - クイズ$ミリオネア（フジテレビ）
- 21日 - 世界ゴッタ煮偉人伝（フジテレビ）
- 29日
  - わらいのじかん2（テレビ朝日）
  - ほんパラ!関口堂書店（テレビ朝日）

#### 7月開始
- 2日 - バミリオン・プレジャー・ナイト（テレビ東京）
- 9日 - 吉本超合金F（テレビ大阪）

#### 8月開始
- 7日 - 男と女!!雨のち晴（フジテレビ）

#### 10月開始
- 2日
  - アッコとマチャミのテレビ（福岡放送）
  - (株)城島産業（TBS）
  - 美少女日記（テレビ東京）
- 3日
  - クイズ!爆笑難問題（テレビ東京）
  - 桂芸能社オトせ!（TBS）
  - 夜の××自慢（TBS）
- 4日 
  - 松本紳助（広島テレビ）
  - T×2（テレビ朝日）
  - おんなぎ（テレビ東京）
- 5日 
  - いろもん参（日本テレビ）
  - ウラまるカフェ（TBS）
- 6日 - debuya（テレビ東京）
- 7日
  - WOMEN BIZ（テレビ東京）
  - ナイナイサイズ!（日本テレビ）
  - いまどき娘とハッスルオヤジ（テレビ東京）
- 8日 - なんやモー目茶苦茶屋（ABC）
- 9日
  - 天の恵〜愛の社会科見学〜（テレビ東京）
  - エブナイ（フジテレビ）
- 10日 - 未来ナースファイナル（TBS）
- 12日 - お笑いV6病棟!（フジテレビ）
- 14日 - 年中夢中!コンビニ宴ス（テレビ朝日）
- 16日 - タイムショック21（テレビ朝日）
- 17日 - おウチに帰ろう!（TBS）
- 20日 - 世界痛快伝説!!運命のダダダダーン!（ABC）

#### 12月開始
- 1日 - おとなのBSマガジン（BS日テレ）
- 2日 - キング・オブ・クイズ（BS日テレ）
- 4日 - CasaSony（BS日テレ）

### 期間限定番組
- 1月17日 - 3月27日、うつみ&ルミ子の思い出ボロボロ（フジテレビ）

## 音楽番組

### 終了番組

#### 3月終了
- 10日 - ソングライトSHOW!!（テレビ東京）
- 13日 - うた!パラダイス（テレビ東京）
- 26日
  - 題名のない音楽会（テレビ朝日）
  - ミュージック・ジャンプ（NHK BS2）
- 31日 - ガレージ（テレビ東京）

#### 9月終了
- 24日
  - M-mania（日本テレビ）
  - 演歌の花道（テレビ東京）
- 28日 - 爆音!てっぺんリーグ（日本テレビ）
- 29日
  - m.m.m.!（日本テレビ）
  - 輝け!ソングラ天国（テレビ東京）

#### 12月終了
- 18日 - うた世紀ベストテン（テレビ東京）

### 開始番組

#### 1月開始
- 17日 - うた!パラダイス（テレビ東京）

#### 3月開始
- 3月27日 - クラシック倶楽部（NHK BS2→BSプレミアム）

#### 4月開始
- 2日
  - BEAT MOTION（NHK）
  - M-mania（日本テレビ）
  - Mの黙示録（テレビ朝日）
- 9日 - ザ少年倶楽部（NHK BS2→BSプレミアム）
- 12日 - Music Museum（フジテレビ）
- 17日 - うた世紀ベストテン（テレビ東京）
- 19日 - music-enta（テレビ朝日）

#### 8月開始
- 7日 - 壺・ゆる壺（中国放送）

#### 10月 - 12月開始
- 10月1日 - mモード（日本テレビ）
- 10月2日
  - AX MUSIC-FACTORY（日本テレビ）
  - STAY GOLD（テレビ朝日）
- 10月5日 - M.Road（テレビ朝日）
- 10月6日 - CDTV-Neo（TBS）
- 10月20日 - ダンシン!（テレビ東京）
- 12月3日 - MUSIX!（テレビ東京）
- 12月5日 - ブラボー!クラシック（BS日テレ）
- 12月6日 - 名歌絶唱（BS日テレ）

### 期間限定番組
- 10月1日 - 11月26日、期間限定!ピカピカ天王洲LIVE（テレビ東京）
- 10月6日 - 2001年3月30日、桑田佳祐の音楽寅さん 〜MUSIC TIGER〜（フジテレビ）

## 特撮番組

### TBS系
- スターぼうず（BS-i、放送日:2000年12月7日 - 2001年）

## 特別番組

### 冬
- 1999年12月30日、1999年12月31日、2000年1月1日 - 21世紀プロジェクト年越し38時間生放送 超える!テレビ（TBS）
- 1999年12月31日、2000年1月1日
  - ワールドカウントダウンスーパースペシャル24時間まるごとライブLOVE LOVE2000〜世界中の子供たちに僕らが愛でできること（フジテレビ）
  - 24時間地球大騒ぎ!!カウントダウン2000（テレビ朝日）
  - 雷電スペシャル

いけ年こい年1999〜2000（日本テレビ）
- 第50回NHK紅白歌合戦（NHK総合、BS1）
- 1月1日
  - 開運!女だけの大宴会（日本テレビ）
  - 新春!爆笑名人名場面20世紀不滅の99連発（日本テレビ）
- 1月2日
  - 新春企画ムツゴロウ動物王国…すべて見せます建国30周年感動の物語スペシャル（フジテレビ）
  - 全部まるごとネプ正月（フジテレビ）
  - 爆笑問題 これが21世紀だ!（日本テレビ）
  - 緊急!ロンドンブーツ芸能界新春指令SP!（MBS）
  - 命がけの最強バトル 正月から芸能人だってカラダ張ってますSP!（テレビ朝日）
  - どうなる日本!朝までゲームバトル2000（テレビ朝日）
- 1月3日
  - 新春福袋スペシャル!（フジテレビ）
  - 新春経済スペシャル・あしたの冒険者たち（テレビ東京）
  - TOKIO!KinKi!V6!嵐!Jr.! 超豪華密着150分マジ勝負SP（フジテレビ）
  - 寛平の思い出ハイスクールララバイ（関西テレビ）
  - 親切・丁寧・おせっかい 鶴瓶引越しセンター（関西テレビ）
  - ロンブー極楽ココリコの国際おつかい隊が行く（中部日本放送）
  - 21世紀プロジェクト ヒトの旅、ヒトへの旅（TBS）
  - サッカー新世紀（TBS）
  - サザンオールスターズ・ミレニアムライブ完全燃焼版（TBS）
  - 東京ZOO（フジテレビ）
  - お正月特別番組!!朝まで玉つき爆笑バトル!!（テレビ朝日）
- 1月4日
  - つるべのスポーツ爆笑新年会2000（フジテレビ）
  - 暴露・爆笑・恩返し 芸能人(秘)温泉ツアー!（名古屋テレビ）
  - 激突!超スゴ仰天人間列島縦断ガチンコ対決（テレビ朝日）
- 1月5日
  - 2000年の証言!運命の女性・皇后美智子さま（TBS）
  - 大捜査!!びっくり仰天 男と女の珍事件簿（テレビ朝日）
  - 完全なる料理の鉄人2000年料理初め（フジテレビ）
- 1月6日 - THE AUDITION〜夢に賭けた美少女達〜（関西テレビ）
- 1月9日
  - 片岡鶴太郎ベトナム感動夢紀行（テレビ朝日）
  - 高島礼子の美女三人旅 絶叫!感動オーストラリア珍道中（テレビ朝日）
  - 超豪華!ニューヨーク&パリ 世紀末!幻のお宝探し珍道中（東海テレビ）
- 1月10日 - イチローVS松坂・世紀のスーパースター対談（関西テレビ）
- 1月11日 - 今夜開幕!プロ野球12球団激突!歌って踊る日本シリーズ（フジテレビ）
- 1月15日
  - 明日が見えない 〜ある被災者の5年〜（読売テレビ）
  - 完全密着76時間半アナウンサーは年末年始も眠れない（TBS）
  - 君は楽園を見たか!2000年大自然メッセージ（テレビ朝日）
- 1月16日 - 見たゾ!!謎の国リビア 高嶋政伸決死の初潜入（テレビ朝日）
- 1月18日 - 感動アニメ最終回スペシャル（フジテレビ）
- 1月23日 - 有森裕子・新たなるスタートライン〜シドニーへの挑戦密着6カ月〜（関西テレビ）
- 1月29日
  - ピッカピカの2000分〜仙台発シンガポール〜（東北放送）
  - ドミノ2000・ギネス世界記録への軌跡（TBS）
- 1月30日 - 舞の海・間寛平が行く名湯秘湯人情グルメ旅（日本テレビ）
- 2月1日 - 美川憲一&デヴィ夫人のケンカはだめヨ!!（フジテレビ）
- 2月5日 - 越前屋俵太が見つけた北方領土・21世紀への手紙（北海道放送）
- 2月6日
  - 大爆笑!一茂&宮本の超体育会系ソウルの旅（日本テレビ）
  - 倉敷-パリ夢のあしあと（瀬戸内海放送）
  - 大激戦区!東京発!札幌VS博多・新ラーメン伝説（日本テレビ）
  - 瀬戸朝香の感動初体験!西オーストラリアの旅（テレビ朝日）
- 2月8日 - 鶴瓶・ユースケの家族で考える安全第一ライフ（フジテレビ）
- 2月11日 - 森の地球不思議物語〜未来に残したいDNAの箱舟（中京テレビ）
- 2月12日
  - 1億3000万人のテレビ人間ドック!!（フジテレビ）
  - おもいッきり雪波少年（札幌テレビ）
- 2月13日
  - 吉行和子・あぐり母娘感動!!ネパール大冒険（テレビ朝日）
  - 硝子の子どもたち（中国放送）
  - 美川・うの超過激三昧・ニューヨーク突撃欲張り(秘)旅（日本テレビ）
  - 超一流の技と食!三枝・極楽とんぼハンガリー突入（テレビ朝日）
- 2月19日 - 激走!餃子ロード 地井武男の北京パミール高原5500キロ（テレビ西日本）
- 2月22日 - アダルトVS超女子高生100人!これが年の差バトルSP（フジテレビ）
- 2月26日 - どん底人生大逆転スペシャル（日本テレビ）
- 2月27日 - おんなの町フチタン〜南メキシコ・サポテカ族の陽気な人々〜（関西テレビ）

### 春
- 3月3日 - 世界仰天(秘)怪事件簿!本当にあった!奇跡と感動の大捜索スペシャル（TBS）
- 3月4日 - 上岡龍太郎の爆笑遺言状（関西テレビ）
- 3月21日 - 炎のバトルシリーズ!!史上最強のサバイバル全日本PK選手権大会（TBS）
- 3月25日 - ファイトマネー（関西テレビ）
- 3月27日〜30日 - 知的探険SP〜記憶の海〜（フジテレビ）
- 3月30日 - わたしの職業はデヴィ夫人（フジテレビ）
- 4月1日 - 赤井・久本のラーメン突撃隊 ホンマに麺ばっかり in 台湾（関西テレビ）
- 4月6日 - 明石家の春の名言満開スペシャル さんま式（日本テレビ）
- 4月7日 - カメラは撮った!元祖激怒爆裂!夫婦ゲンカ興奮満開スペシャル!（TBS）
- 4月9日 - 松方&梅宮の辰ちゃん亭（テレビ東京）
- 4月10日 - 激突!最強バトルNo.1（テレビ朝日）
- 4月14日
  - 史上最強!幸せを呼ぶ占い人生相談!芸能人だってこんな悩んでいるんだぞスペシャル（TBS）
  - 史上最大のミッション引田天功世紀の大脱出シリーズ最終章（フジテレビ）
- 4月15日 - 新・笑ってポン2000（TBS）
- 4月16日 - レオ・ダチョウ・牧瀬の爆笑楽園ツアー!どっちのプーケットショー（日本テレビ）
- 4月28日 - 20世紀超人気スター(秘)デビューの瞬間映像大公開スペシャル!（TBS）
- 4月30日
  - 藤井フミヤ・尚之のキューバ&ジャマイカ探検（テレビ朝日）
  - チーム吉本VS寛平マラソン対決 IN ラスベガス〜緊急事態発生!ココリコ悪夢の激走〜（テレビ朝日）

### 初夏
- 5月3日 - 日照時間ゼロ!渡辺謙 酷寒の北極30日（フジテレビ）
- 5月5日
  - 二千年の封印を解く初公開!!中国&インド&日本超奇跡の(秘)世界三大魔術スペシャル（TBS）
  - こどもの日スペシャル 小さな留学生（フジテレビ）
- 5月7日
  - 徳光&TUBE大騒動 爆笑珍道中 IN ハワイ（日本テレビ）
  - のんき屋ナニワ純情伝（関西テレビ）
  - 葉月里緒菜・シンデレラ伝説紀行（テレビ朝日）
  - 爆笑!川島なお美&ダチョウ倶楽部 オーストラリアワイン紀行（テレビ朝日）
- 5月13日 - 上岡龍太郎引退特番 かわら版忠臣蔵（関西テレビ）
- 5月14日 - 中村勘九郎親子がかり火に舞う（テレビ朝日）
- 5月19日 - 超激憤!尾行スペシャル!カメラは撮った家族の秘密（TBS）
- 5月21日
  - 親バカ研ナオコに喝!!真夏ケアンズでヒロミの男塾（日本テレビ）
  - 究極!!IZAM&ともえロンドンおしゃれ対決（テレビ朝日）
- 5月23日 - 日本列島縦断ホンネ激録!!カメラは見ちゃった100連発（フジテレビ）
- 5月27日 - 独占中継!男だ!舞の海! 涙の断髪式スペシャル（日本テレビ）
- 6月3日 - 輝け!第1回日本テレビ大賞（日本テレビ）
- 6月4日 - 美女4人が行く豪華フランス(秘)グルメ(秘)エステ旅（日本テレビ）
- 6月6日 - 涙枯れても生きてます 人生いろいろ天国地獄（フジテレビ）
- 6月11日
  - TUBE前田亘輝がゆく WEST COAST湾岸ドライブ 夏…伝説の予感（テレビ朝日）
  - 一流シェフ知られざる壮絶修行!!ド根性秘伝の時SP（テレビ朝日）
- 6月13日 - あなたの心に生きるあの歌、その人生（フジテレビ）
- 6月17日 - 関口宏の報道大河スペシャル・地底のパズル 黄金国家シカンととシパンの謎（TBS）
- 6月24日 - 天国か!?地獄か!?あか・青・黄 大激突バトル!inハワイ（日本テレビ）
- 6月25日
  - 素敵!無敵!!デヴィ夫人祝ご還暦(秘)壮絶バトル（日本テレビ）
  - 水野真紀・紺野美沙子のイタリア・パスタ探偵団 〜イタリアに学べ、パスタ修行珍道中（テレビ朝日）
  - ビックリ体験!リゾート暮らしバスツアー（テレビ朝日）
  - ドラマチック20世紀 クイズ大発掘SP!〜あなたの街の偉人さん〜（関西テレビ）
- 6月30日 - '00最新入荷・世界の超衝撃!!愛と悲劇の(秘)事件簿 一挙公開SP（TBS）

### 夏
- 7月2日 - 革命にっぽんの温泉宿スゴ腕料理人頂上決戦（テレビ朝日）
- 7月8日 - 一億二千万人のご帰宅お家へ帰ろう!（日本テレビ）
- 7月8日、7月9日 - FNS1億2700万人の27時間テレビ夢列島〜家族 愛 Love You〜（フジテレビ）
- 7月9日
  - 松田聖子&モト冬樹・超ラスベガスの休日（日本テレビ）
  - 伊達公子のちょっとパリに一人暮らし（テレビ朝日）
- 7月14日 - '00完全実録決定版!!究極のワケあり家計簿ノゾキ見SP（TBS）
- 7月15日 - 外国人おもてなしスペシャル黒船がやってくる!（テレビ岩手）
- 7月16日
  - がんばれ水泳ニッポン金メダル娘・岩崎恭子泣いた笑った密着日記
  - さんま・ショージ・ジミー 笑いっぱなし欧州旅行（日本テレビ）
  - 浜ちゃんが行く!セントアンドリュース これがゴルフの聖地や!（テレビ朝日）
  - たけしの地上最大のハリウッド大作戦（MBS）
- 7月18日 - 激戦区殴りこみ新行列店ランキング（テレビ東京）
- 7月20日
  - 伊武雅刀 黄金のベンガル灼熱紀行（フジテレビ）
  - 茂森あゆみ 星の王子さまを探して（TBS）
- 7月22日
  - 旅行者対抗!仰天パックツアー大賞（フジテレビ）
  - ルミ子・デヴィ夫人・飯島愛 超熟女的フランス紀行（日本テレビ）
- 7月23日 - つま恋演歌まつり真夏の歌の祭典これが演歌だ（テレビ朝日）
- 7月25日 - 反町隆史が泣いた・アフリカ最高峰キリマンジャロに挑む（フジテレビ）
- 7月28日 - 世界どうぶつ(秘)映像アカデミー大賞2000（TBS）
- 7月29日 - 夏休みSP2000 ラモス・川合・舞の海 とびっきり夢教室（TBS）
- 7月30日 - 豪快!日本一の旅・黒部ダムを目指せSP（関西テレビ）
- 8月5日
  - 藤原紀香的バカンス!ミラノ発モナコ感動記（フジテレビ）
  - あのスター(秘)アノ場面ご当人登場(秘)赤恥大賞（日本テレビ）
- 8月6日
  - 叶姉妹&そのまんま東&山田花子南仏ゴージャス旅行（日本テレビ）
  - 緒形直人・お魚探してアジア海遊100マイル（テレビ朝日）
  - 爆笑!巨漢コニシキ&小兵舞の海凸凹珍道中（日本テレビ）
  - 衝撃!!家族の秘密完全大追跡 尾行スペシャル（テレビ朝日）
- 8月7日 - 21世紀の石原裕次郎を探せ!生放送スペシャル（テレビ朝日）
- 8月12日
  - さくや妖怪伝スペシャル・京都不思議巡り（日本テレビ）
  - 親父と師匠と友達と（フジテレビ）
  - ドカーン豪華生放送 東京湾花火スペシャル（テレビ朝日）
- 8月13日
  - MAX極上の夏休み!奇跡の楽園キューバ旅（日本テレビ）
  - 日韓共同制作 となりの国が好きですか?（フジテレビ）
  - 椎名桔平・高知東生のオーストラリア with ハーレーダビッドソン（テレビ朝日）
- 8月15日 - 私は宇宙人に異物を埋め込まれた!!（フジテレビ）
- 8月20日 - 標高4,000メートル・アンデス塩の道〜ボリビア最後のリャマの隊商〜（関西テレビ）
- 8月27日 - ありがた迷惑!?接待スペシャル芸能界大恩返しツアー（中京テレビ）
- 8月30日 - 池谷幸雄&さおり・しおりの夏バテをぶっ飛ばせ!（関西テレビ）

### 秋
- 9月9日 - 大文字五山をめざせ!特選!京都迷宮ツアー（関西テレビ）
- 9月10日 - 鶴瓶の21世紀乗り遅れ防止スペシャル!（関西テレビ）
- 9月21日 - 豪華版!テレビ探偵団スペシャル（TBS）
- 9月23日
  - 全国すごろく食遊記!シェフおすすめ絶品グルメスペシャル（テレビ朝日）
  - 完全決着ワケあり人生(秘)旅（テレビ朝日）
- 9月26日 - 有名人独身美女大集合 結婚したい!しない!やめた!スペシャル（フジテレビ）
- 9月28日
  - 5つ子ちゃんが2組で笑いも感動も10倍だよスペシャル（フジテレビ）
  - ザ・眼力王!!秋の味覚ホンモノ極めた達人大集結（TBS）
- 10月1日 - 爆問のススメ!（テレビ朝日）
- 10月2日 - 衝撃実録!!夫婦ゲンカ炎の修羅場スペシャル（テレビ朝日）
- 10月5日 - 皇室女性三代愛の物語（テレビ朝日）
- 10月6日
  - 緊急生放送!シドニー五輪女たちの凱旋帰国SP!衝撃の舞台ウラ全部見せます&メダリスト大集合!!（TBS）
  - 激ウマ!凄腕!超ガンコ!史上最強常識破りの料理人グルメバカランキング（テレビ東京）
- 10月7日 - 徳光&久本の人生救済愛の十戒スペシャル!!（テレビ朝日）
- 10月8日
  - 江川卓・渡辺満里奈の食べちゃえ秋の北海道（日本テレビ）
  - アイルランド情熱旅〜リバーダンスに魅せられて〜（関西テレビ）※「Riverdance」イベント速報番組
- 10月9日 - 徳光和夫の地獄の家族旅行(秘)大作戦スペシャル（テレビ東京）
- 10月10日
  - キャイ〜ン&ユースケ嵐の芸能界おともだちGET!携帯メモリー大爆発SP（TBS）
  - ウッチャンナンチャンこれでいいのだ英会話（テレビ朝日）
- 10月13日
  - ジャニーズ筋肉番付炎の体育会No.1決定戦!（TBS）
  - 100兆円埋蔵金大公開黄金に魅せられた超人奇人列伝（ABC）
- 10月15日
  - 武田鉄矢の南の島ふれあい旅日記 in パラオ（日本テレビ）
  - こぶ茶の芸能人はハワイだョ!家族全員集合（テレビ朝日）
  - ミヤコ蝶々さん永遠に（関西テレビ）※ミヤコ蝶々追悼特別番組
- 10月22日
  - 中山美穂のキューバ楽園共和国（日本テレビ）
  - 福山雅治が見たシドニー五輪 〜アスリートの詩〜（テレビ朝日）
  - 鶴瓶で試そう!身体のフシギ!!（テレビ朝日）
  - 漫才大好き宣言!（関西テレビ）
- 10月29日 - 梅宮ファミリー韓国を食べる!!（日本テレビ）
- 10月31日 - 初潜入!世界の仰天大富豪地帯を行く!!（フジテレビ）
- 11月4日、11月5日 -  たけし&所のサイエンスアドベンチャー 遥かなる人類への旅（ABC）
- 11月11日 - 神秘と怪奇の禁断ゾーン・この先撮影禁止…の先（日本テレビ）
- 11月19日 - 風の掟〜孤高の王者オオタカ・生と死の記録〜（関西テレビ）
- 11月24日、11月25日 - 中国からの贈り物（フジテレビ）
- 11月25日
  - 世界のクイズ番組QUIZ（フジテレビ）
  - さんまの復活マラドーナ伝説（日本テレビ）
- 11月26日
  - 錦織&嵐!はじめてのNY豪華夢の(秘)ツアー（日本テレビ）
  - 稲森いずみ大粒の涙!うじきつよし心の故郷妖精の国アイルランド音楽と癒しの感動の旅（テレビ朝日）
- 11月28日 - 日本列島17万キロのバトルフィールド交通(秘)事件!（フジテレビ）

### 年末
- 12月1日
  - 20世紀!名曲黄金時代スペシャル 井上忠夫さん音楽葬（TBS）
  - デジタルドリームライブ2000（NHK・BS-hi）
- 12月2日
  - 緊急決行モー娘。捕獲大作戦2!あの伝説のハワイも再び登場SP（日本テレビ）
  - 10代本音ドキュメント 大人よ黙って行け!（TBS）
  - 20世紀ワイドショー!衝撃スクープ(秘)映像今だから全部見せますスペシャル!!（日本テレビ）
- 12月3日
  - 京都でコロッケ仰天!カイヤ&マリアン爆笑世紀末ツアー（日本テレビ）
  - 永作博美・夏川結衣の魅惑のベトナム滞在記（テレビ朝日）
- 12月5日 - 緊急特番!渡辺謙の超心理体験（フジテレビ）
- 12月9日
  - 話題騒然!モー娘。のサルティンバンコ大探検（フジテレビ）
  - 発見!京都老舗旅館の不思議・俵屋をめぐる職人達の技と心（関西テレビ）
- 12月13日 - 秘蔵VTRを独占公開 山口百恵から深田恭子 "アイドル誕生伝説" これっきりスペシャル（テレビ朝日）
- 12月17日 - 伝説の料理人を探せ!香港グルメ&映画スター食べ放題珍道中（テレビ朝日）
- 12月19日 - お宝!NG!超過激! 小倉vs爆笑問題20世紀ニュース(秘)映像（フジテレビ）
- 12月20日 - 日テレ音楽番組大集合 歌って踊ってXマス!（日本テレビ）
- 12月21日
  - 長嶋茂雄完全密着366日!!野球というスポーツは人生そのものだ!（日本テレビ）
  - 鈴木あみ憧れN.Y.生活（テレビ朝日）
- 12月22日 - 緊迫!恐怖!!感動! 世界スーパー映像SP（TBS）
- 12月23日 - 人間鑑定バラエティー!あなたのお値段（テレビ朝日）
- 12月24日
  - オールスター忠臣蔵まつり（NHK）
  - 聖夜の大復活・20世紀が震えた瞬間ニュース100連発（フジテレビ）
  - SMAPシークレットXmasパーティー（日本テレビ）
- 12月25日 - 恋と音楽の魔法（フジテレビ）
- 12月26日
  - 豪華ゲストの皆様へ 所・憲武・ヒロミのこんな番組ダメですか?（テレビ朝日）
  - 爆笑問題の大チョンボ!がっちりヤっちゃいましたスペシャル（ABC）
- 12月27日
  - 芸能界さよなら20世紀・激突!最後の直接対決今夜必ず決着させます（テレビ朝日）
  - オールナイトニッポン伝説（フジテレビ）
  - 稲森いずみマジカルジャーニー（テレビ朝日）
- 12月30日、12月31日、2001年1月1日 - 21世紀プロジェクト年越し38時間生放送 SAMBA・TV（TBS）
- 12月30日
  - TOKIO征服宣言（フジテレビ）
  - 驚愕連発!ぜんぶ本物カメラは撮った!謎と恐怖の大スクープ!信じられない怪事件SP（テレビ朝日）
  - 田原総一朗のテレビ大全集失われた90年代から21世紀へ（テレビ朝日）
- 12月31日
  - 笑いは世紀をつなぐ!?漫才四天王勢ぞろい!!（関西テレビ）
  - 君を忘れない!20世紀スポーツヒーロー列伝名珍場面ベスト100（フジテレビ）
  - 関西3球団対抗爆笑ゴルフマッチ〜大阪近鉄・オリックス・阪神初対決!!〜（関西テレビ）
  - ナオコ・ヒロミ&ものまね軍団の吉幾三様ご接待豪華温泉ツアー（日本テレビ）
  - FNS年末スペシャル フジテレビにしか出来ない20世紀の黄金バラエティ大全集!（フジテレビ）
- 12月31日、2001年1月1日 - 20世紀感動の名場面ベスト100涙のカウントダウンSP（テレビ朝日）
  - いけ年こい年

世紀越えスペシャル2000〜2001（日本テレビ）
- 第51回NHK紅白歌合戦（NHK総合）

### 2回以上放送のシリーズ特番
※レギュラー化前の特番、打ち切り後の復活特番も扱っています。
- 1月1日
  - 平成あっぱれテレビ（日本テレビ）
  - 志村&所の戦うお正月2000（テレビ朝日、ABC）
  - 究極の2000年グルメ!伊東四朗のすし!丼!ラーメン!（TBS）
  - プロ野球オールスタークイズ日本一!!（テレビ東京）
- 1月1日、3月23日、9月25日 - ものまねバトル（日本テレビ）
  - 7月1日 - 輝け!第2回!オールスターものまねアカデミー大賞
- 最強の男は誰だ!壮絶筋肉バトル!!スポーツマンNo.1決定戦（TBS）
  - 1月1日 - 最強の男は誰だ!壮絶筋肉バトル!!スポーツマンNo.1決定戦XV
  - 3月24日 - 最強の男は誰だ!壮絶筋肉バトル!!スポーツマンNo.1決定戦XVI
  - 10月10日、10月14日 - 最強の男は誰だ!壮絶筋肉バトル!!スポーツマンNo.1決定戦XVII
- 1月1日、2月10日、3月31日、5月2日、5月3日、7月7日、7月27日、8月19日、10月8日、11月2日、11月22日、12月29日 - THEわれめDEポン
- 1月2日
  - 爆笑!ものまね新年会 祝2000年も笑わせます（フジテレビ）
  - オールスター芸能人チームVS名球会（テレビ朝日）
  - 新春に豪打!2000（テレビ朝日）
  - 20世紀超完全保存版!世界に眠る幻の(秘)映像大発掘スペシャル!（TBS）
  - 中居・徳光・江川の体育会系大新年会スペシャル 今年も無礼講ッス!（日本テレビ）
  - さんま・玉緒のお年玉あんたの夢をかなえたろかスペシャル（TBS）
  - 志村&鶴瓶のアブない交遊録3（テレビ朝日）
- 1月2日(第3弾)、3月25日(第4弾) - 関西縦断かくれんぼ 渡る世間は鬼だらけ（関西テレビ）
- 1月2日 - 第37回新春かくし芸大会ミレニアム2000（フジテレビ）
  - 1月6日 - 堺&ウンナン&鶴瓶のかくし芸(秘)お宝大放出全部見せちゃうぞ
- 1月2日、8月12日、12月29日 - キャイ〜ン旅行社（TBS）
- 欽ちゃんの仮装大賞（日本テレビ）
  - 1月2日 - 欽ちゃんの第59回全日本仮装大賞
  - 5月20日 - 欽ちゃんの第60回全日本仮装大賞
  - 9月30日 - 欽ちゃんの第61回全日本仮装大賞
- 1月3日
  - 新春!スターのわがままかなえますスペシャル2（ABC）
  - 2000年だよ!ドレミファドン（フジテレビ）
  - 美人女子アナ大集合!祝2000年代パーティー（フジテレビ）
  - 平成教育委員会2000!スペシャル（フジテレビ）
  - 夢対決!とんねるずのスポーツ王は俺だ!スペシャル2000（テレビ朝日）
  - 女王様のお部屋（中京テレビ）
- HAMASHO（読売テレビ）
  - 1月3日 - 新春HAMASHO大復活SP
  - 12月30日 - 浜田・笑瓶大暴れ!!HAMASHO大復活SP
- カウントダウンオールヒット（TBS）
  - 1月3日 - カウントダウンオールヒット 1999年シングルセールスTOP200
  - 3月26日 - カウントダウンオールヒット 20世紀トップアーティスト100
  - 9月24日 - カウントダウンオールヒット 20世紀シングルセールスTOP100
  - 12月23日 - カウントダウンオールヒット 2000年シングルセールスTOP100!超豪華クリスマスいぶいぶSP
- 1月3日、3月20日 - はじめてのおつかい
- 1月4日
  - 2000年新春とっておき米朝一座（関西テレビ）
  - プロ野球12球団対抗新春ランニング王座決定戦（東海テレビ）
  - ナイナイナSP（テレビ朝日）
- 1月4日、4月8日、10月4日 - オールスター赤面申告!ハプニング大賞（TBS）
- 1月4日、3月28日、9月26日 - 爆笑と感動の超決定版 ニッポンのお母ちゃん 愛(秘)実録スペシャル（日本テレビ）
- 1月5日 - 壮絶バトル!花の芸能界 男と女!!龍驤虎搏の宴（日本テレビ）
  - 4月5日 - 壮絶バトル!花の芸能界 男と女!!喧喧囂囂の嵐
  - 10月4日 - 壮絶バトル!花の芸能界 男と女!!雷霆霹靂の家
- 志村けんのバカ殿様（フジテレビ）
  - 1月5日 - 2000年も大爆笑!志村けんのバカ殿様スペシャル
  - 3月21日 - 志村けんのバカ殿様 桜満開スペシャル
  - 8月8日 - 祝!30回記念 志村けんのバカ殿様スペシャル
  - 10月6日 - 志村けんのバカ殿様 秋の大収穫祭スペシャル!!
- 1月6日 - 世界危険映像まる見え恐怖の怪奇事件大捜査スペシャル（日本テレビ）
- 1月6日、12月27日 - 激闘子育てスペシャル 東京下町五つ子ちゃん成長記（TBS）
- 1月6日 - 激録!交通警察24時（テレビ朝日）
- 1月7日、9月26日 - 偉大な母への感謝状（TBS）
- 1月8日 - 龍驤(秘)虎搏(秘)衝撃映像信ジラレナイ99連発（日本テレビ）
  - 4月29日 - 天網(秘)恢恢(秘)衝撃映像信ジラレナイ99連発
  - 7月30日 - 暑中(秘)見舞(秘)衝撃映像信ジラレナイ99連発＋55夏の特大感謝祭
  - 10月7日 - 雷霆(秘)霹靂(秘)衝撃映像信ジラレナイ99連発＋33
  - 12月29日 - 20世紀最後の衝撃映像信ジラレナイ99連発＋99大感謝2バイ祭
- 1月8日 - (秘)速報!年末年始2000 ザ・視聴率ベスト30!!（日本テレビ）
- 1月9日
  - プロ野球オールスタースポーツフェスティバル（読売テレビ）
  - ボク達同級生!〜プロ野球昭和40年会ミレニアム〜（関西テレビ）
- 1月9日、12月28日 - 全日本!究極のドケチ大集合スペシャル（テレビ朝日）
- 1月14日、6月9日 - 全国行方不明者大捜索スペシャル〜愛する人はどこへ?〜（TBS）
- 1月15日 - それゆけ!美人アナ!!歌って踊って大暴露（日本テレビ）
- 1月21日 - 決死の大告白!許してください…私の罪（TBS）
- 1月22日 - さんま・所のオシャベリの殿堂（日本テレビ）
- 1月25日、5月2日、10月17日 - ハッピーバースデー!スペシャル（フジテレビ）
- 1月28日、9月8日 - 奇跡を起こせ!愛と勇気の動物救急病院・密着24時（TBS）
- 1月29日 - 史上最強の億万長者!こんな金持ち見たことない(秘)私生活大暴露!（日本テレビ）
- 2月6日 - 上方漫才王国冬のスペシャル（関西テレビ）
- 2月11日、12月29日 - 衝撃の家族愛スペシャル!奇跡を信じた日…有名人壮絶闘病日記（TBS）
- 2月12日、10月14日 - 世界の決定的瞬間!!紳助&マチャミ仰天(秘)お笑い映像101連発（日本テレビ）
- 2月15日 - 独身有名人大集合!!こんなお見合いあり!?3（フジテレビ）
- 2月18日、12月26日 - 大都会最新犯罪ファイル（TBS）
- 2月19日、12月 - となりの夫婦SHOW（日本テレビ）
- 2月19日 - 女性誌も知らない有名芸能人夫婦(秘)事件簿2（日本テレビ）
- 2月20日 - さすらいの地引き網!東南アジア珍道中600キロ（中京テレビ）
- 志村けんの変なおじさん珍道中（テレビ朝日）
  - 2月20日 - 志村けんの変なおじさん日本縦断3泊4日地獄旅!!
  - 7月9日 - 志村けんの変なおじさん健康第一台湾珍道中!
- 2月25日 - 元祖!日本の仰天三面記事（TBS）
- 2月27日 - 転がせ!美女と野獣のボウリングバトル2000（関西テレビ）
- 2月29日 - 東京vs大阪・(秘)激撮!都会の人間図鑑（フジテレビ）
- 3月4日 - おじいちゃんおばあちゃんのはじめての海外旅行3（日本テレビ）
- 3月10日 - 第23回日本アカデミー賞授賞式（日本テレビ）
- 3月12日 - 輝け!ゴールデン・アロー賞（テレビ朝日）
- 3月13日、9月21日 - スーパーバラエティーオールスター・芸能界の厳しさ教えまスペシャル!（読売テレビ）
- 3月14日 - ドリフ大爆笑2000 春一番スペシャル（フジテレビ）
- 日本テレビ人気番組大集合スペシャル（日本テレビ）
  - 3月15日 - 超人気番組CMの祭典 おもいッきりまる見え伊東家ウリナリ大辞10ズームバラ珍ぐるナイおしゃれダウンタウンヒッパレどっちの料理鉄腕ストーリーランドメレンゲK1ピカイチFUN劇空間ロンブー
  - 9月28日 - 超豪華スターが大集合 20世紀最強人気!!番組ナンバーワン決定戦!!
- 3月15日 - クイズ悪魔のささやき2000年型ビンボー人大集合スペシャル（TBS）
- 3月17日 - 徹底追跡!20世紀あの人は!?大捜索スペシャル（TBS）
- 3月18日 - 麻弓の冒険スペシャル（フジテレビ）
- プロ野球珍プレー好プレー（フジテレビ）
  - 3月20日 - プロ野球珍プレー好プレー 開幕直前の春の撮れたて大型最強スペシャル!!
  - 7月21日 - プロ野球珍プレー好プレー2000 真夏の夜の超夏祭りスペシャル
  - 11月10日 - プロ野球珍プレー好プレー2000 究極の20世紀総決算スペシャル
  - 12月23日 - プロ野球珍プレー好プレー 永久保存・これが見納め20世紀超完全版
- 3月20日、10月8日 - つぶされてたまるか!どん底温泉旅館改造大作戦（テレビ朝日）
- 3月21日、9月27日 - 大捜査!全国警察24時（TBS）
- 3月21日、12月30日 - 奇跡の生還! 九死に一生スペシャル（日本テレビ）
- 3月22日、9月26日 - テレビ公開大捜査SP あの未解決事件を追え!（TBS）
- 3月22日、9月20日 - 中居正広の家族会議を開こう!SP（TBS）
- 3月23日
  - 天国から地獄へ!転落人生劇場6（TBS）
  - ひとつ屋根の下・大家族スペシャル2000春（フジテレビ）
- 3月23日、9月25日 - 事件の最前線 直撃24時（テレビ朝日）
- 欽ちゃんのプロ野球好珍プレー!!どこまで見せるの!?（TBS）
  - 3月24日 - 開幕だよ!欽ちゃんのプロ野球好珍プレー!!
  - 7月21日 - 欽ちゃんの20世紀最強プロ野球好珍プレー!!どこまで突撃するの!?
- 3月24日、9月30日 - 追跡!まさかの大事件 意外な裏側スペシャル（フジテレビ）
- 3月25日
  - 超豪華スターが大集合 芸能界ウワサの真相!(秘)特ダネスペシャル2（テレビ朝日）
  - 犯罪大追跡スペシャル 列島警察・カメラが捕らえた犯人逮捕決定的瞬間（テレビ東京）
- 3月25日、9月28日 - ナイナイ&キャイ〜ントーク番組やらせていただきます!SP!!（日本テレビ）
- 3月26日
  - 実録バラエティ・行列のできる法律相談所（日本テレビ）
    - 12月9日 - 絶対に訴えてやるぞ!!芸能人VS弁護士軍団・大爆笑!法律バトル

  - 徳光&紗理奈の地元で遊ぼう3（日本テレビ）
  - 春は女子アナ大激突! ニュースの女王決定戦（日本テレビ）
- 3月28日
  - 料理の鉄人・ニューヨーク日米決戦（フジテレビ）
- 3月28日、10月13日 - 世界!!おもしろペット大集合（テレビ東京）
- 3月28日、9月29日 - 所さんの大脱出!!スペシャル（ABC）
- 3月29日、10月2日 - 全国警察犯罪捜査網（日本テレビ）
  - 12月27日 - 今夜あなたは目撃者!!密着24時!全国警察犯罪捜査網&超ド級!20世紀スクープ映像一挙大公開!!
- 3月30日、9月21日、12月28日 - 史上最強のメガヒット カラオケBEST100 完璧に歌って1000万円（テレビ朝日）
- 3月31日 - 探偵は見た!完全実録人生修羅場スペシャル（TBS）
- 3月31日、10月6日 - 史上最強のラーメン&すし&焼き肉ランキング（テレビ東京）
- オールスター感謝祭'00（TBS）
  - 4月1日 - オールスター感謝祭'00超豪華！クイズ決定版この春お待たせ特大号
  - 10月7日 - オールスター感謝祭'00秋超豪華！クイズ決定版20世紀最後の特大号
- 4月1日、10月10日 - 大家族スペシャル・貧乏なんかに負けないぞ!!（フジテレビ）
- 浅野ゆう子の仰天グルメ旅（テレビ朝日）
  - 4月2日 - 浅野ゆう子のニューカレドニア仰天グルメ旅
  - 8月13日 - 浅野ゆう子のプーケット仰天グルメ旅
- 4月2日 - ドキュメント大救出!!奇跡の生還者たち（テレビ朝日）
- 4月3日、9月18日 - 列島縦断警察激録24時（テレビ朝日）
- 12月25日 - 緊急生放送!大都会列島警察24時
- 4月4日 - たけしのポリスアカデミー4（ABC）
- 4月5日 - FNS春の祭典2000（フジテレビ）
- 10月4日 - FNS秋の祭典2000
- 4月5日、10月3日、12月30日 - あの人は今!?（日本テレビ）
- 4月5日、7月8日、10月5日、12月26日 - ココリコの投稿番長（フジテレビ）
- 4月6日 - 今夜は感動超保存版!20世紀最高峰!!黄金のベストソング一挙公開（TBS）
- 7月29日 - 真夏の感動超保存版!20世紀最高峰!!黄金のベストソング2000
- 4月6日、10月12日 - ナインティナインだ!!やっぱり新番組をやらせろスペシャル（テレビ朝日）
- 4月6日、10月4日 - 超アンビリーバブル!!世界仰天ニュース大賞（日本テレビ）
- 4月6日、10月13日 - 犯罪パニック24時!!逮捕の瞬間100連発!（フジテレビ）
  - 12月29日 - 緊急3時間スペシャル 追跡!!あの未解決ミステリー事件&犯罪24時
- ものまね王座決定戦（フジテレビ）
  - 3月7日 - 春一番!爆笑ものまね王座決定戦SP 瞬間視聴率どこまで!!
  - 4月7日 - 第25回爆笑!スターものまね王座決定戦スペシャル
  - 10月3日 - 第32回オールスターものまね王座決定戦スペシャル
  - 12月26日 - 20世紀!ありがとう大爆笑!オールスターものまね紅白歌合戦スペシャル
- 4月8日 - 大捜査!びっくり仰天 男と女の珍事件簿（テレビ朝日）
- 雷電為右衛門（日本テレビ）
  - 4月8日 - 二代目雷電為右衛門
  - 10月7日 - 三代目雷電為右衛門
- 4月9日、9月29日 - 激闘大家族スペシャル・大都会の4男3女!愛は貧乏を超えた!（TBS）
- 4月9日 - 衝撃!カメラは見た!壮絶夫婦ゲンカ!ダメ夫に妻ブチギレ!完全実況スペシャル4（テレビ朝日）
- 4月14日、9月15日 - 芸能界秘密公開フェスティバル（テレビ東京）
- 4月15日 - 芸能界激突デスマッチ ワイドショーの主役（テレビ朝日）
- 4月15日、7月8日、7月29日、10月7日、10月29日、11月25日 - 鶴瓶の家族に乾杯（NHK総合）
- 4月16日 - 上岡龍太郎のマウイまるごと爆笑夫婦対決2000（関西テレビ）
- 4月16日 - 秘境とニッポン!!交換生活（テレビ朝日）
- 4月23日 - 発表!!第35回上方漫才大賞（関西テレビ）
- 7月8日 - 上方漫才大賞・夏の祭典
- 4月23日、8月27日、9月30日、10月29日、12月16日 - さんまの天国と地獄（フジテレビ）
- 5月16日、6月27日 - 涙と笑いの大密着!ドキドキ初体験（フジテレビ）
- 5月26日、11月24日 - 沼島の春よふたたびお見合い大作戦（TBS）
- 5月28日、12月29日 - 徳光&所のスポーツえらい人グランプリ（日本テレビ）
- 6月4日 - 超人気タレントの私生活を徹底追跡!ザ・チェイス2!!（日本テレビ）
- 6月17日 - 私は死にかけた!!九死に一生!芸能人特別版（日本テレビ）
- 6月18日 - 久本雅美の日本人初!世界の珍スポーツ真剣勝負ツアー2（フジテレビ）
- ネイチァリングスペシャル（テレビ朝日）
  - 6月26日 - 「聖インダス大巡礼」世界初！幻の源流を求めて2900キロ全走破
  - 12月25日 - 「Kings of Africa」愛がここにありますように
- 7月2日 - ニッポンを釣りたい!（テレビ新広島）
- にっぽんの歌（テレビ東京）
  - 7月7日 - 第31回夏祭りにっぽんの歌
  - 12月31日 - 第33回年忘れにっぽんの歌
- 7月11日 - 第2回決定版!20世紀の名曲オールスター民放紅白歌合戦（フジテレビ）
- 7月15日 - 田崎真也のワイン旅2（日本海テレビ）
- 7月20日 - トヨタECOスペシャル 豊漁なる海をゆく!感動!地球さかな大紀行（中京テレビ）
- 7月20日、10月15日 - ムツゴロウとゆかいな仲間たち（フジテレビ）
- 7月24日、11月25日 - 勇者のスタジアム・プロ野球好珍プレー（日本テレビ）
  - 7月29日 - 20世紀最後のプロ野球好珍プレーPart2
  - 12月28日 - 20世紀本当に最後のプロ野球好珍プレーPart3
- 7月30日 - 突撃! 梅辰どんぶり亭 メキシコで新装開店!（中京テレビ）
- 7月30日 - 第16回じゃがいもの会チャリティーショー応援歌2000（テレビ朝日）
- 8月4日 - 衝撃ファイルAAA（TBS）
- 8月12日 - 第24回鳥人間コンテスト選手権大会（読売テレビ）
- 8月19日、8月20日 - 24時間テレビ 「愛は地球を救う」（日本テレビ）
- 8月27日 - ハイヒールモモコ一家の夏休み2000〜アメリカ西部の街を行く!〜（関西テレビ）
- 9月1日 - さんま・玉緒・美代子のいきあたりばったり珍道中 in パリ（フジテレビ）
- 9月20日 - 復活DAISUKI!再会スペシャル（日本テレビ）
- 9月27日 - 日本テレビ音楽の祭典・今夜発表!一億二千万人が選ぶ20世紀残したい歌（日本テレビ）
- 9月30日 - JAL音舞台シリーズ・清水寺音舞台（MBS）
- 10月1日 - 第33回社会福祉大相撲（テレビ朝日）
- 10月2日 - 世界絶叫映像まる見え超びっくり人間大集結ギネス来襲スペシャル（日本テレビ）
- 10月28日 - 盲導犬スペシャル 愛と信頼のハーネスII（TBS）
- 11月10日 - これぞ神髄!第8回日本温泉旅館大賞（TBS）
- 11月14日 - 新スターどっきり!たたき起こすぞ!!秋の爆睡寝起きSP（フジテレビ）
- 11月18日 - 第33回全日本有線放送大賞（読売テレビ）※最後の開催となった。
- 11月26日
  - 久米宏のがん戦争PART17（テレビ朝日）
  - 第33回日本作詩大賞（テレビ東京）
- 12月7日 - 2000 FNS歌謡祭（フジテレビ）
- 12月9日 - 2000年1万人の第九 内藤剛志の人間賛歌（MBS）
- 12月10日 - 江川・掛布ゴルフ巨人vs阪神戦（読売テレビ）
- 12月15日 - 第33回日本有線大賞（TBS）
- 12月16日 - 小学生クラス対抗30人31脚（テレビ朝日）
- 12月20日 - 報道スクープ決定版'00（TBS）
- 12月23日
  - スター(秘)お宝映像!世紀末最強版!ここまで見せちゃいますスペシャル（日本テレビ）
  - さんま&SMAP!美女と野獣のクリスマススペシャル'00（日本テレビ）
- 12月24日 - 聖夜に感動!愛と涙と笑いのスポーツ物語2（テレビ朝日）
- 12月25日 - 明石家サンタの史上最大のクリスマスプレゼントショー'00（フジテレビ）
- 12月28日 - これが最後だ!20世紀NG名珍場面もうやらないよスペシャル（フジテレビ）
  - 江角マキコの恋愛の科学SP（フジテレビ）
  - さんま・清の夢競馬〜20世紀最後の爆笑対決!〜（関西テレビ）
- 12月29日 - オールザッツ漫才（MBS）
- 12月30日
  - 爆笑問題のアンサーマン（フジテレビ）
  - 全国おもしろニュースグランプリ2000（テレビ朝日）
  - カノッサの屈辱 20世紀最終講義（フジテレビ）
  - 朝まで生つるべ（TBS）
- 12月31日
  - ビートたけしの禁断の大暴露!!超常現象（秘）ファイル（テレビ朝日）
  - ナイナイの世紀末NGハプニング!スペシャル（日本テレビ）
  - いけ年こい年（日本テレビ）

### レギュラー番組の拡大版スペシャル
各テレビ番組の項目に拡大版の記述があるものを除く。拡大版の記述がある番組は、各番組の項目も参照。
- 1月1日
  - 快傑えみちゃんねる2000年幸せになろうスペシャル（関西テレビ）
  - 笑点35周年新春大宴会超豪華大喜利3連発!!（日本テレビ）
  - 正月も日本はよふけスペシャル（フジテレビ）
  - 緊急生放送ネプ投げ祭アナから龍が出てきて賀正でございますSP（テレビ朝日）
  - ランク王国お正月ミレニアムSP（TBS）
  - 朝まで生テレビ!2000年元日スペシャル（テレビ朝日）
- 1月2日
  - 新婚さんいらっしゃい!新春スペシャル2000（ABC朝日放送）
  - 探偵!ナイトスクープ 新春スペシャル（ABC）
  - 今夜も千両箱!!お正月スペシャル（テレビ東京）
  - 紳助の正月マンダラ（関西テレビ）
- 1月3日
  - やじうまワイド新春号（テレビ朝日）
  - 新春いい朝2000年SP（MBS）
  - 新春はなまる豪華版スターの味自慢おめざ大集合（TBS）
  - 2000年新春一番出し!芸能生ワイド大爆発（テレビ朝日）
  - 出没チューボーですよ!三つ星スペシャル in パリ!!（TBS）
  - 新春はらぺこ亭 爆笑&大満腹 上沼恵美子VSデヴィ夫人（関西テレビ）
  - 痛快!明石家電視台2000年正月スペシャル（MBS）
- 1月4日、4月4日、9月26日 - 踊る踊る踊る!さんま御殿!!スペシャル（日本テレビ）
- 1月8日 - 新春わらいの2じかん芸能人いっぱい!!スペシャル（テレビ朝日）
- 3月22日、10月11日 - 力の限りゴーゴゴー!!スペシャル（フジテレビ）
- 3月28日(最終回) - 俵太・みちおのバスDEコロコロ最終回スペシャル（関西テレビ）
- 3月29日 - 明石家マンション物語2時間やっても知んないヨースペシャル（フジテレビ）
- 3月30日、10月5日、12月28日 - とくばん（TBS）
- 4月1日 - 体当たり緊急爆笑攻撃 押忍!花のロンブー龍芸能界(秘)頂上決戦SP（日本テレビ）
- 4月2日 - 特上!天声慎吾特別版 SMAP香取vs稲垣 史上最大の接待バトル〜グルメに温泉美女の舞今夜飯島直子を酔わせてみせますスペシャル〜
- 4月7日 - ワールドプロレスリングSP導夢徹激（テレビ朝日）
- 7月7日
  - 明石家さんま生誕45年記念番組・大成功!明石家電視台（MBS）
  - 大健康しらばか!!家族の命を守れ!!効果絶大お手軽(秘)対策満載SP（関西テレビ）
- 8月5日 - めざましテレビ ワールド・キャラバンSP（フジテレビ）
- 8月6日 - ロンブー龍スペシャル夏休み台湾爆笑編（日本テレビ）
- 8月17日、10月12日 - クイズ$ミリオネアスペシャル（フジテレビ）
- 8月20日 - 噂の!東京マガジン 夏の特大号（TBS）
- 8月24日 - ぷらちなロンドンブーツ1時間スペシャル（テレビ朝日）
- 8月27日 - ハロー!モーニング。1時間スペシャル（テレビ東京）
- 10月2日
  - うた世紀ベストテンスペシャル（テレビ東京）
  - 仕立屋工場'00史上最強ブランド決定戦グランプリ!!（フジテレビ）
- 10月6日 - ウンナンのものすごく気分は上々。スペシャル（TBS）
- 10月8日 - 特命リサーチ200X!緊急特別調査ファイル 世界の謎(秘)解明スペシャル（日本テレビ）
- 10月9日 - ネプ投げ見納めスペシャル（テレビ朝日）
- 10月29日 - 愛のエプロンIIスペシャル（テレビ朝日）
- 12月2日 - 生LOVELOVEあいしてる200回記念スペシャル（フジテレビ）
- 12月16日 - 昼のワンダフル（TBS）
- 12月22日 - ワレワレハ地球人ダ!!勝つのはヘビか人間か今夜こそマジ最終決戦木伏D死なないでSP（フジテレビ）
- 12月23日 - 特大版!今世紀最後のブロードキャスター（TBS）
- 12月24日
  - ズームイン!!朝!NG投稿(秘)映像150発衝撃!!爆笑スペシャル（日本テレビ）
  - サンデージャングル年末スペシャル（テレビ朝日）
- 12月25日 - キスだけじゃイヤッ!おもろすぎるカップルが今年もこんな集まっちゃいましたスペシャル（読売テレビ）
- 12月26日
  - 伊東家の食卓 感動の特別編 20世紀最後の決戦激闘!!ヒットペット全日本選手権（日本テレビ）
  - 開運!なんでも鑑定団20世紀末総決算スペシャル（テレビ東京）
- 12月27日 - 笑っていいとも!年忘れ特大号
- 12月28日 - 超特大生放送プラス1 '00（日本テレビ）
- 12月30日 - いつでも笑みを!年末スペシャル・21世紀へ!夢・まちづくり（関西テレビ）

さんまのまんま（関西テレビ）
1. 1月2日 - 新春大売出し!さんまのまんま
2. 2月5日、5月13日、8月5日、11月11日 - 臨時発売!さんまのまんま大全集
3. 9月3日 - 別冊!さんまのまんま
4. 10月3日 - さんまのまんまスペシャル2000

ウルトラLOVELOVE（フジテレビ）
1. 1月1日 - ウルトラLOVELOVE I LOVE YOU 2000賀正
2. 4月5日 - ウルトラLOVELOVE夢の超豪華特別編
3. 9月27日 - ウルトラLOVELOVE夢の超豪華総集編

ミュージックステーション（テレビ朝日）
1. 1月1日 - 2000年おめでとう!ミュージックステーションミレニアムSP（テレビ朝日）
2. 3月31日、10月6日 - ミュージックステーション3時間スペシャル
3. 12月29日 - ミュージックステーションスーパーライブ2000（テレビ朝日）

COUNT DOWN TV（TBS）
1. 1月3日 - CDTV8周年記念黄金の90年代年間ランキング全部見せます!
2. 7月22日 - CDTVスペシャル!ゲストライブ100連発・真夏の完全保存版2000

人気者でいこう!（ABC）
1. 1月3日 - 人気者でいこう!新春番外編特大スペシャル アフリカのでっかーい日の出を見るんだ象!!
2. 3月21日 - 人気者でいこう!春の芸能人格付けチェック完全版SP
3. 12月12日 - 人気者でいこう!芸能人格付けチェックSP

SMAP×SMAP（関西テレビ）
1. 1月3日 - SMAP×SMAP '00新春S1超特大生グランプリ!
2. 4月3日 - SMAP×SMAP '00春の拡大スペシャル
3. 10月2日 - SMAP×SMAP '00秋の豪華ハートスペシャル
4. 12月18日、12月25日 - SMAP×SMAP 20世紀のスマスマ初回からドーンと見せます ベスト30スペシャル

ここがヘンだよ日本人（TBS）
1. 1月5日、3月29日 - ここがヘンだよ外国人
2. 10月4日 - ここがヘンだよ日本人 こんなことが許されてもいいのかスペシャル

クイズ赤恥青恥（テレビ東京）
1. 1月5日、2月23日、3月15日、3月22日、4月5日、7月5日、7月12日、8月23日、10月4日、12月6日 - 赤恥青恥SP

どっちの料理ショー（読売テレビ）
1. 1月6日 - どっちの料理ショー世紀末大決断スペシャル「天ぷらそば&いなり寿司 vs ラーメン&チャーハン」
2. 7月27日 - どっちの料理ショー15分延長スペシャル
3. 10月12日 - どっちの料理ショー秋の大食欲スペシャル

とんねるずのみなさんのおかげでした（フジテレビ）
1. 1月6日 - とんねるずのみなさんのおかげでした緊急特別放送!!野猿の紅白裏の裏じゃ表になっちゃうけど全部見せますスペシャル
2. 3月30日 - とんねるずのみなさんのおかげでした春の特大スペシャル
3. 10月5日 - とんねるずのみなさんのおかげでした秋の特大スペシャル
4. 12月28日 - とんねるずのみなさんのおかげでした年末特大スペシャル

ウッチャンナンチャンのウリナリ!!
1. 1月7日 - ウリナリ!!芸能人社交ダンス部・炎の個人戦あたって砕けるかSP
2. 3月24日 - ウリナリ!!運命のライブ涙の鳥肌総立ちSP!!
3. 9月29日 - 日韓共催ウリナリ!!スペシャル ソウル－横浜2000キロ 20世紀最後の大爆走
4. 12月22日 - ウリナリ!!スペシャル

どうぶつ奇想天外!
1. 1月8日 - どうぶつ奇想天外!冬の大感動スペシャル
2. 3月25日 - どうぶつ奇想天外!春の大感動スペシャル
3. 10月1日 - どうぶつ奇想天外!秋の大感動スペシャル
4. 12月24日 - どうぶつ奇想天外!冬の大感動スペシャル

笑う犬の冒険（フジテレビ）
1. 1月9日 - 笑う犬の冒険まけんな2000スペシャル!
2. 4月9日 - 笑う犬の冒険スペシャル 〜春のアブドラ祭り〜
3. 10月8日 - 笑う犬の冒険 LOVE IS ENERGY SPECIAL 〜葉山先輩!もう秋っス!!〜

世界ウルルン滞在記（MBS）
1. 1月9日 - 世界ウルルン滞在記 2000年再会スペシャル
2. 4月2日 - 世界ウルルン滞在記 春の再会スペシャル
3. 10月1日 - 世界ウルルン滞在記 感激!!再会スペシャル
4. 12月24日 - 世界ウルルン滞在記 今世紀最後の感激再会スペシャル!!

ガチンコ!（TBS）
1. 1月11日 - ガチンコ! 2000年だよ仁義なき全面抗争スペシャル
2. 3月28日 - ガチンコ! ついに決戦!ガチファイトスペシャル
3. 8月8日 - ガチンコ! 狂熱!夏の陣ブチ切れ完全闘争スペシャル
4. 10月3日 - ガチンコ! 灰になれ!ファイト完全燃焼スペシャル
5. 12月26日 - ガチンコ! 2時間半スペシャル

筋肉番付
1. 3月18日 - 筋肉番付スペシャル!!史上最大SASUKEリニューアル版!!
2. 9月9日 - 筋肉番付スペシャル!! SASUKE

THE夜もヒッパレ（日本テレビ）
1. 3月18日 - THE夜もヒッパレ春スペシャル
2. 9月30日 - THE夜もヒッパレ秋のスペシャル2000
3. 12月16日 - THE聖夜もヒッパレ

ザ!鉄腕!DASH!!（日本テレビ）
1. 3月19日 - ザ!鉄腕!DASH!!2時間スペシャル
2. 10月1日 - ザ!鉄腕!DASH!!爆笑!!秋の大収穫祭!おにふすべスペシャル

1億人の大質問!?笑ってコラえて!（日本テレビ）
1. 3月22日 - 大河バラエティー!!笑ってコラえて世界へ飛んでけ!スペシャル
2. 10月 - 笑ってコラえてスペシャル

目撃!ドキュン（テレビ朝日）
1. 3月22日 - 目撃!ドキュン 女の春一番!ドキドキ人生スペシャル
2. 10月11日 - 目撃!ドキュン 神様お願い!生で完全決着拡大2時間大捜査スペシャル
3. 12月20日 - 目撃!ドキュン 緊急今夜あなたが捜査員…20世紀中に劇的再会超3時間拡大ナマSP

ダウンタウンDXDX（読売テレビ）
1. 3月23日 - ダウンタウンDXDXお待たせ!春の芸能界スター青春白書4
2. 10月5日 - ダウンタウンDXDXお待たせ!春の芸能界スター青春白書5

たけしの誰でもピカソ（テレビ東京）
1. 3月24日 - たけしの誰でもピカソ春の大ロケスペシャル
2. 10月13日 - たけしの誰でもピカソ秋の豪華大スペシャル

稲妻!ロンドンハーツ（テレビ朝日）
1. 3月26日 - 稲妻!ロンドンハーツ 春のスペシャルな勢いつ〜か2時間は無理!!スペシャル
2. 9月24日 - 稲妻!ロンドンハーツ 超きまじーっ!世界初浮気相手も俺の彼女!?メール二股大実験スペシャル

ビートたけしのTVタックル（テレビ朝日）
1. 3月27日 - ビートたけしのTVタックルスペシャル 嵐の大ゲンカ超常現象ミレニアムウォーズ!!
2. 10月2日 - ビートたけしのTVタックルスペシャル 超常現象ファイナルバトル2000

学校へ行こう!（TBS）
1. 3月28日 - 学校へ行こう! 燃えよ腕ひしぎ逆十字スペシャル!!
2. 8月8日 - 学校へ行こう! 夏だぜ!ブッ飛ばしちゃえ!スペシャル
3. 10月3日 - 学校へ行こう! 天高くアポロ13号大噴射スペシャル!!

さんまのスーパーからくりTV（TBS）
1. 4月2日 - 春の豪華版!さんまのスーパーからくりTV超特大号!
2. 10月8日 - 秋の豪華版!さんまのスーパーからくりTV超特大号!

世界まる見え!テレビ特捜部（日本テレビ）
1. 4月3日 - 春の超豪華絢爛大放出世界まる見え!テレビ特捜部!!ド迫力来襲版
2. 12月25日 - Xmas(秘)超緊急放出世界まる見え!テレビ特捜部特大スペシャル

HEY!HEY!HEY! MUSIC CHAMP（フジテレビ）
1. 4月3日 - HEY!HEY!HEY!MUSIC AWARDIV
2. 4月10日 - HEY!HEY!HEY!犇のバトルスペシャル
3. 7月3日 - HEY!HEY!HEY!謔のバトルスペシャル
4. 10月2日、10月16日 - HEY!HEY!HEY!渚のバトルスペシャル in グアム
5. 11月20日 - HEY!HEY!HEY!俄に2時間スペシャル
6. 12月4日 - HEY!HEY!HEY!随に2時間スペシャル
7. 12月25日 - HEY!HEY!HEY!生のチャンプクリスマスIV

怪傑熟女!心配ご無用（TBS）
1. 1月11日 - 怪傑熟女心配ご無用 史上最強の人生相談SP
2. 4月4日 - 怪傑熟女!心配ご無用 熟男VS熟女春の乱桜吹雪SP

ウンナンのホントコ!（TBS）
1. 4月5日 - ウンナンのホントコ!春よ恋々早く来いSP
2. 10月、12月 - ウンナンのホントコ!SP

ぐるぐるナインティナイン（日本テレビ）
1. 4月7日 - ぐるナイゴチも結婚もドキッと春なのにスペシャル!!
2. 10月6日 - ぐるナイ秋はゴチ史上最高額なのだ!スペシャル
3. 12月29日 - ぐるナイ世紀末ゴチ!天国か地獄か?大生産スペシャル

発掘!あるある大事典（関西テレビ）
1. 4月9日 - 発掘!あるある大事典 春の健康チェックスペシャル
2. 10月8日 - 発掘!あるある大事典スペシャル

たけしの万物創世記（ABC）
1. 4月11日 - たけしの万物創世記スペシャル すごいぞ!ニッポン!!超仕事人の神ワザ
2. 12月19日 - たけしの万物創世記 21世紀は日本人にまかせろ!!ノーベル賞級おもしろ博士スタジオ大集合スペシャル

奇跡体験!アンビリバボー（フジテレビ）
1. 4月13日 - アンビリバボー超特大スクープ!未確認生物大発見スペシャル!!
2. 8月24日 - 緊急報告!アンビリバボー・行くと必ず死ぬ地図から消えた悪霊村・決死の潜入スペシャル
3. 10月5日 - アンビリバボー・犯罪交渉人ネゴシエータースペシャル

POP JAM（NHK総合）
1. 8月5日 - POP JAM サマースペシャル2000
2. 12月23日 - POP JAM クリスマススペシャル2000

『ぷっ』すま（テレビ朝日）
1. 9月22日 - 『ぷっ』すまvs香取慎吾芸能界丸ごとハズカシ固めスペシャル
2. 12月26日 - 『ぷっ』すま 世紀末バースデー芸能人乱入スペシャル!!

パパパパパフィー（テレビ朝日）
1. 9月30日 - パパパパPUFFYスペシャル 女だらけの音楽祭!
2. 12月29日 - パパパパPUFFY 女だらけの湯けむり忘年会

関口宏の東京フレンドパークII（TBS）
1. 3月27日 - ラモスとその仲間たちスペシャル
2. 10月2日 - 堺正章とゴルフ仲間スペシャル
3. 12月25日 - 熱闘120分! 関口宏の東京フレンドパークII やったぜ!!ミスター!栄光の巨人軍・日本一ミレニアム最終決戦!スペシャル

## 各局のキャンペーン
- 「未来っ箱!! TBS」（TBS）
- 「フジテレビギン」（フジテレビ）
- 「ごらくだ。お先にテレ朝。」（テレビ朝日）